# Immaterielles Kulturerbe in Österreich

Das immaterielle Kulturerbe in Österreich wird im Nationalen Verzeichnis der Österreichischen UNESCO-Kommission dokumentiert. Mitte 2024 zählte es 168 Elemente. Zum immateriellen Kulturerbe zählen mündlich überlieferte Traditionen und Ausdrucksformen, einschließlich der Sprache als Trägerin des immateriellen Kulturerbes (11 Traditionen; Stand 15. Juni 2024[veraltet]), darstellende Künste (27 Traditionen), gesellschaftliche Praktiken, Rituale und Feste (67 Traditionen), Wissen und Praktiken in Bezug auf die Natur und das Universum (20 Traditionen) sowie traditionelle Handwerkstechniken (43 Traditionen).

## Immaterielles Kulturerbe in Österreich
Im Jahr 2003, im Rahmen der 32. Generalversammlung der UNESCO, wurde das Übereinkommen zur Erhaltung des Immateriellen Kulturerbes beschlossen, das frühere Abkommen zu geistigem Kulturerbe ergänzt. Es trat im April 2006 in Kraft, Österreich ist seit 9. Juli 2009 Vertragsstaat (Ratifizierungsurkunde am 8. April in Paris hinterlegt, Österreich ist 112. Mitgliedsstaat zum Übereinkommen), und hat mit März 2010 begonnen, ein nationales Verzeichnis des immateriellen Kulturerbes zu erstellen.

### Nationalagentur für das Immaterielle Kulturerbe

Für die Umsetzung des Übereinkommens wurde am 1. Jänner 2006 innerhalb der Österreichischen UNESCO-Kommission die Nationalagentur für das Immaterielle Kulturerbe eingerichtet, um den Ratifizierungsprozess zu begleiten. Als Österreich im Jahr 2009 dem Übereinkommen beitrat, wurde sie mit der Erstellung eines nationalen Verzeichnisses des immateriellen Kulturerbes in Österreich betraut. Alle aufgenommenen Elemente sind in einer Online-Datenbank zugänglich.

### Fachbereich Immaterielles Kulturerbe an der Österreichischen UNESCO-Kommission
Seit 2009 werden die Aufgaben der Nationalagentur im Fachbereich „Immaterielles Kulturerbe“ an der Österreichischen UNESCO-Kommission weitergeführt. Ziel des Fachbereiches ist die Sicherung des Respekts und die Förderung des Bewusstseins für die Bedeutung des immateriellen Kulturerbes. Er ist Schnittstelle für nationale und internationale Kooperationen und eine Plattform für den interdisziplinären Dialog. Kernaufgaben des Bereiches sind Maßnahmen zur Bewusstseinsbildung für die Erhaltung, Vermittlung und Förderung des immateriellen Kulturerbes. Dies geschieht beispielsweise durch Planung und Umsetzung von Ausstellungen, Publikationen und Workshops. Weiterhin ist der Fachbereich mit der Erstellung des nationalen Verzeichnisses betraut.

## Nationales Verzeichnis des immateriellen Kulturerbes in Österreich

### Bewerbung
Artikel 11 der Konvention besagt, dass die verschiedenen Elemente des immateriellen Kulturerbes unter Beteiligung der Gemeinschaften zu ermitteln und zu beschreiben sind. Deshalb sind die Traditionsträger selbst aufgefordert, sich am Prozess der Erstellung des nationalen Verzeichnisses zu beteiligen, indem sie Vorschläge zur Aufnahme in das Verzeichnis einbringen.  Ausübende von Traditionen und Praktiken müssen sich deshalb für die Aufnahme für das nationale Verzeichnis bewerben. Der Fachbereich nimmt die Bewerbungen entgegen und bereitet sie für den Fachbeirat auf. Der Fachbeirat für das Immaterielle Kulturerbe an der Österreichischen UNESCO-Kommission ist das entscheidende Gremium über den Ausgang der Bewerbung. Er besteht aus Vertretern aus fünf Ministerien, Mitglieder der Kulturabteilung aller neun Bundesländer und maximal zehn unabhängigen Experten.

### Legende
Immaterielles Kulturerbe wird in fünf Bereichen, deren Übergänge fließend sind, zum Ausdruck gebracht:
B … Bereich (Spalte sortiert sich in dieser Reihenfolge)
M … Mündliche Traditionen
D … Darstellende Künste
G … Gesellschaftliche Praktiken
U … Umgang mit der Natur
H … Traditionelles Handwerk
A … Aufnahmejahr in das Nationale Verzeichnis
W … aufgenommen/nominiert zur Aufnahme (… in Klammern) in die weltweite Liste Repräsentative Liste des immateriellen Kulturerbes der Menschheit
Die Liste ist aufsteigend nach dem Jahr der Aufnahme in das Verzeichnis und innerhalb eines Jahres nach dem ersten Hauptstichwort des Kulturerbes sortiert.

### Liste des immateriellen Kulturerbes in Österreich
| Bild / Video / Audio                                                                                               |                                  | B       | A           | W      | Kulturerbe                                                                                       | Bundesland                                                                                     | Beschreibung |
| --- | -------------------------------- | ------- | ----------- | ------ | ------------------------------------------------------------------------------------------------ | ---------------------------------------------------------------------------------------------- | --- |
| Apothekeneigene Hausspezialitäten seit 1718, Apotheke zur Gnadenmutter, Mariazell                                  | Bild, Video oder Audio hochladen | H       | 2010        |        | Apothekeneigene Hausspezialitäten UNESCO                                                         | alle Bundesländer                                                                              | Apothekeneigene Hausspezialitäten, das Wissen um ihre Herstellung und die dazu erforderlichen Gerätschaften zählen seit langem zur gelebten Apothekentradition und stellen ein ursprünglich mündlich überliefertes, später in Rezepturbüchern aufgezeichnetes Fachwissen über Heilmittel sowie den Umgang mit der Natur dar. |
| ja | Bild, Video oder Audio hochladen | G       | 2010        |        | Bergfeuer Ehrwald UNESCO                                                                         | Tirol Ehrwald Eventort                                                                         | Jährlich zur Sommersonnenwende am 21. Juni leuchten im Ehrwalder Talkessel die Bergfeuer. Die aufwändige Vorbereitung liegt in den Händen mehrerer Gruppen, von denen jede ein eigenes Motiv wählt, das maßstabsgerecht gezeichnet, entsprechend der Geländeneigung gestreckt und mit Brennmaterial gelegt wird. Über diese Motive, die stets Aktualität besitzen, herrscht bis 21. Juni vollständiges Stillschweigen. Termin: jährlich am 21. Juni nächster Termin: 21. Juni 2026 |
| ja | Bild, Video oder Audio hochladen | G       | 2010        |        | Bleiberger Knappenkultur UNESCO                                                                  | Kärnten                                                                                        | Über Jahrhunderte bildete der Bergbau die wirtschaftliche Lebensgrundlage für die Einwohner von Bad Bleiberg. Obwohl die Grube 1992 geschlossen wurde, bemühen sich viele Initiativen im Ort um den Erhalt und die Weitergabe der überlieferten Traditionen der Knappenkultur: die Bergmannssprache, die Schrämstollen, das Bleiberger Knappenspiel, die Barbaramesse, der Ledersprung etc. Die Knappenkultur bildet einen wichtigen Bestandteil der Identität der Gemeinde. Ihre Spuren finden sich in Haus- und Flurnamen, den darstellenden Künsten sowie im sozialen Gefüge. |
| Goldene Radhaube in Laméspitze                                                                                     | Bild, Video oder Audio hochladen | H       | 2010        |        | Bodensee-Radhaube in Laméspitze UNESCO                                                           | Vorarlberg                                                                                     | Die Bodensee-Radhaube zeichnet sich vor allem durch das aus Gold- oder Silberfäden auf beiden Seiten gefertigte Ornament aus. Sie wird auf der Vorder- und Rückseite in gleicher Qualität hergestellt und von Trachtenträgern rund um den Bodensee zu besonderen Anlässen, wie zum Beispiel Tanzvorführungen oder Festen sowie zu Repräsentationszwecken, getragen. |
| ja | Bild, Video oder Audio hochladen | H       | 2010        | 2018   | Burgenländischer Indigo-Handblaudruck UNESCO                                                     | Burgenland                                                                                     | Unter Indigo-Handblaudruck versteht man das Färben von Stoffen mittels einer speziellen Reservedrucktechnik. Dabei wird in Handarbeit mit Holzmodeln und Pappe ein Muster auf den Stoff aufgetragen und mit echtem Indigo gefärbt. Die Stoffdrucktechnik wurde wahrscheinlich durch Zufall entdeckt und lässt sich in zahlreichen Ländern – unter anderem in Ungarn, Tschechien, der Slowakei, aber auch in China, Indien und Ägypten – viele Jahrhunderte zurückverfolgen. |
| Rindbacher Glöckler (Sturmhut)                                                                                     | Bild, Video oder Audio hochladen | G       | 2010        |        | Ebenseer Glöcklerlauf UNESCO                                                                     | Oberösterreich Ebensee                                                                         | Ausgehend von Ebensee verbreitete sich der Brauch des Glöcklerlaufens über das gesamte Salzkammergut und die Wolfgangseeregion bis in die Steiermark. Dieser jährlich am 5. Jänner stattfindende Brauch ist gekennzeichnet durch das typisch weiße Gewand aller Passen, das Tragen und Läuten von großen Glocken, dem Laufen von verschiedenen Figuren und dem Mittragen von Lichterkappen. Termin: 5. Jänner nächster Termin: 5. Jänner 2026 |
| ja | Bild, Video oder Audio hochladen | U       | 2010        | 2012   | Falknerei UNESCO                                                                                 | alle Bundesländer                                                                              | Falknerei ist die Kunst, mit Vögeln zu jagen. Im wörtlichen Sinne umfasst der Terminus „Falknerei“ nur die Jagd mit speziell dafür abgerichteten Falken, es werden aber auch Habichte, Sperber und Adler eingesetzt. Neben der Jagd dient die Falknerei auch der Nachzucht von Greifvögeln. Die Falknerei wurde schon 2010 für mehrere Länder in die Weltliste aufgenommen. |
| ja | Bild, Video oder Audio hochladen | G       | 2010        | 2012   | Fasnacht Imst – Schemenlauf UNESCO                                                               | Tirol Imst Eventort                                                                            | Schemenlaufen wird in Imst ein seit 1597 stattfindender Umzug mit weitgehend ritualisierten Abläufen zur Fasnachtszeit mit 26 unterschiedlichen Maskentypen genannt. Die ausschließlich aus Holz geschnitzten Masken als auch die unterschiedlichen Kostüme sind teils historisch, andere werden neu gefertigt. Dieses Ereignis findet alle vier Jahre statt. Termin: Fasnachtszeit, alle vier Jahre nächster Termin: 13. Februar 2028 |
| ja | Bild, Video oder Audio hochladen | H       | 2010        |        | Ferlacher Büchsenmacher*innen UNESCO                                                             | Kärnten Ferlach                                                                                | Das Büchsenmacherhandwerk in Ferlach baut seit Generationen auf der Zusammenarbeit von Spezialisten auf. Schäfter gestalten die Holzarbeiten des Gewehrschaftes, Graveure sorgen für die Oberflächengestaltung der Metallteile und Büchsenmacher bringen die verschiedenen Teile in die notwendige Form. Nachdem die staatlichen Aufträge zu Beginn des 19. Jahrhunderts zurückgingen, erfolgte eine Umstellung auf die Produktion von Jagdwaffen. |
| ja | Bild, Video oder Audio hochladen | G       | 2010        |        | Funkensonntag UNESCO                                                                             | Vorarlberg                                                                                     | Die Praxis des Funkensonntags ist in ganz Vorarlberg verbreitet. In jeder Gemeinde findet am Sonntag nach Aschermittwoch ein eigener Funken zum Ausklang der Alten Fastnacht statt. In der größten Stadtgemeinde Vorarlbergs, in Dornbirn, gibt es sogar eine Vielzahl an Funken, die von verschiedenen Funkenzünften veranstaltet werden. Termin: Funkensonntag, erster Sonntag nach Aschermittwoch nächster Termin: 22. Februar 2026 |
| BW | Bild, Video oder Audio hochladen | D       | 2010        |        | Heiligenbluter Sternsinger UNESCO                                                                | Kärnten Heiligenblut Eventort                                                                  | Die vermutlich aus dem 16. Jahrhundert stammende Tradition des Heiligenbluter Sternsingens hat sich bis heute zum größten Teil in seiner ursprünglichen Form erhalten. Elemente wie das Sternlied oder das Segnen des Hauses mittels Anbringung des Segensspruches Christus Mansionem Benedicat (CMB) über der Haustüre sind bis heute ein fixer Bestandteil dieser Tradition. Termin: In der Nacht vom 5. zum 6. Jänner nächster Termin: 5. Jänner 2026 |
| ja | Bild, Video oder Audio hochladen | U       | 2010        |        | Heilwissen der Pinzgauer*innen UNESCO                                                            | Salzburg                                                                                       | Das überlieferte Heilwissen der Pinzgauerinnen und seine praktische Anwendung wurden im Jahr 2005 erstmals erhoben und schriftlich dokumentiert. Es liegt eine Liste mit bisher 106 Heilmitteln sowie deren Indikationen und Wirkungen vor. Die verwendeten Heilmittel wie zum Beispiel Pech, Arnika oder Johanniskraut sind lokal verfügbar, in den kulturellen Kontext eingebettet und so untrennbar mit der Region verbunden. Das Erfahrungswissen wird mündlich und praktisch nach dem „Meister-Schüler-Prinzip“ tradiert. Damit ein Rezept weitergegeben wird, muss sich seine Wirksamkeit über Jahrhunderte hinweg bewährt haben. |
| BW | Bild, Video oder Audio hochladen | G       | 2010        |        | Hundstoaranggeln UNESCO                                                                          | Salzburg Bruck an der Großglocknerstraße Eventort                                              | Das Ranggeln am Hohen Hundstein im Pinzgau ist vermutlich die älteste im Alpenraum ausgetragene Sportart. Seine Wurzeln reichen bis ins 14. Jahrhundert zurück. Termin: letzter Sonntag im Juli nächster Termin: 26. Juli 2026 |
| ja | Bild, Video oder Audio hochladen | H       | 2010        |        | Lesachtaler Brotherstellung UNESCO                                                               | Kärnten Lesachtal                                                                              | Die traditionelle Brotherstellung im Lesachtal, insbesondere in Maria Luggau und Liesing, umfasst Getreideanbau und Saatgutgewinnung in einer Bergbauernregion, das Wissen um den Mühlenbau, Dialektausdrücke, Rituale (beispielsweise das Zeichnen dreier Kreuze vor dem Anschneiden des Brotes oder das Stecken eines Palmkreuzchens in den Acker), das jährliche Mühlenfest in Maria Luggau sowie das Lesachtaler Dorf- und Brotfest. Termin: August (Maria Luggau) und erstes Septemberwochenende (Lesachtaler Dorf- und Brotfest) nächster Termin: 6. September 2025 (Lesachtaler Dorf- und Brotfest) |
| ja | Bild, Video oder Audio hochladen | M       | 2010        |        | Märchenerzählen UNESCO                                                                           | alle Bundesländer                                                                              | Märchenerzählen ist die Kunst, Menschen mit Geschichten auf spielerische und geistig anregende Weise zu unterhalten. |
| ja | Bild, Video oder Audio hochladen | H       | 2010        |        | Ofen- und Kaminmaurerei im Burgenland UNESCO                                                     | Burgenland Neutal, Ritzing, Sigleß                                                             | Das Handwerk der Ofen- und Kaminmaurer prägt vor allem die burgenländischen Gemeinden Neutal, Ritzing und Sigleß. Sowohl die Familien, in denen das Handwerk ausgeübt wird, als auch die gesamten Dörfer haben eine starke Verbindung zum Ofen- und Kaminmauern. |
| Bild gesucht | Bild, Video oder Audio hochladen | M       | 2010        |        | Ötztaler Mundart UNESCO                                                                          | Tirol                                                                                          | Die Ötztaler Mundart stellt das stärkste und am meisten prägende Element der lokalen Identität der Bevölkerung des Ötztales dar. Sie blickt auf eine rund 900-jährige Tradition zurück. |
| ja | Bild, Video oder Audio hochladen | G       | 2010        |        | Perchtoldsdorfer Hütereinzug UNESCO                                                              | Niederösterreich Perchtoldsdorf Eventort                                                       | Der Hütereinzug ist ein fester Bestandteil des Jahreslaufs der Perchtoldsdorfer Weinhauer, auch wenn das Berufsbild des Hüters im Laufe der 1970er Jahre obsolet wurde und verschwand. Termin: Erster Sonntag nach dem Leonardi-Tag (6. November) nächster Termin: 9. November 2025 |
| ja | Bild, Video oder Audio hochladen | G       | 2010        |        | Salzburger Festschützenwesen UNESCO                                                              | Salzburg                                                                                       | Das Festschützenwesen ist Bestandteil des Brauchtums im gesamten Land Salzburg. Obwohl sich vor allem das zum Schießen verwendete Gerät von Ort zu Ort massiv unterscheidet – der Bogen reicht von traditionellen Holzgewehren bis hin zu Prangerstutzen und Böllern – sind die Aufgaben, die die Schützenvereine in den Gemeinden wahrnehmen, sehr ähnlich. |
| Bild gesucht | Bild, Video oder Audio hochladen | U       | 2010        |        | Salzkammergut Vogelfang UNESCO                                                                   | Oberösterreich                                                                                 | Die Tradition des Vogelfangs im Salzkammergut umfasst den Fang einzelner heimischer Waldvögel im Herbst, die Haltung der Vögel außerhalb der Fangzeit in Volièren, und die Waldvogelausstellung am Sonntag vor Kathrein (25. November), in der die schönsten Vögel aufgrund ihrer Farbenpracht, Unversehrtheit und ihres einwandfreien Pflegezustands prämiert werden. Die Vögel werden mit heimischem, über das Jahr gesammeltem Futter versorgt. Im Frühjahr werden die Vögel mit Ausnahme der Lockvögel wieder in die freie Natur ausgelassen. Termin: Sonntag vor Kathrein (November), Waldvogelausstellung nächster Termin: 23. November 2025 |
| · Samson von Mauterndorf · Samson von Krakaudorf                                                                   | Bild, Video oder Audio hochladen | G       | 2010        |        | Samsontragen im Lungau und Bezirk Murau UNESCO                                                   | Salzburg, Steiermark                                                                           | In Österreich ist der Brauch der Samsonfiguren, einem Umzug mit riesenhaften Figuren, nur im Salzburger Lungau sowie in zwei Gemeinden der angrenzenden Steiermark beheimatet. Er ist fixer Bestandteil des regionalen Brauchtumkalenders und sorgt immer für regen Zulauf. Termin: vor und nach Fronleichnamsprozessionen nächster Termin: 4. Juni 2026 |
| ja | Bild, Video oder Audio hochladen | H       | 2010        |        | Schmieden in Ybbsitz UNESCO                                                                      | Niederösterreich Ybbsitz Eventort                                                              | In Ybbsitz blickt das Schmieden auf eine jahrhundertelange Geschichte zurück. Manche Schmiededynastien, die früher in Anspielung auf ihr Handwerk und ihren beachtlichen Wohlstand gerne als „Schwarze Grafen“ bezeichnet wurden, können auf eine über 200 Jahre lange Familientradition zurückblicken. Die Welser Schmiede etwa befindet sich nun bereits in der 15. Generation im Besitz von ein und derselben Familie. Termin: Flammende Schmiedeweihnacht (wechselnde Termine im Dezember) |
| ja | Bild, Video oder Audio hochladen | M       | 2010        |        | Slowenische Flur- und Hofnamen in Kärnten UNESCO                                                 | Kärnten                                                                                        | Die überlieferten slowenischen Flur- und Hofnamen stellen eine wichtige Quelle zum Verständnis für die wirtschaftlichen, sozialgeschichtlichen und sprachlichen Entwicklungen des Kärntner Raumes dar. Sie sind Bestandteil des Kulturerbes der Kärntner Slowenen sowie auch der deutschsprachigen Bewohner der Region. |
| Reitstudie des Fürsten Poniatowski, gehalten von Oberst Königsfeld, Öl auf Leinwand, 1773, Nationalmuseum Warschau | Bild, Video oder Audio hochladen | M       | 2010        | 2015   | Klassische Reitkunst und die Hohe Schule der Spanischen Hofreitschule UNESCO                     | Wien Eventort                                                                                  | Das Wissen um die über 400 Jahre praktizierte, klassische Reitkunst und die Hohe Schule auf und über der Erde wird bis heute an der Spanischen Hofreitschule in Wien von einer Bereitergeneration an die nächste mündlich weitergegeben und in nationalen wie internationalen Reitvorführungen der Öffentlichkeit präsentiert. Die jungen Eleven und Bereiteranwärter lernen nicht nur von ihren älteren Kollegen, sondern auch von den Schulhengsten selbst. |
| Bild gesucht | Bild, Video oder Audio hochladen | D       | 2010        |        | Sternsingen im Villgratental (Außervillgraten und Innervillgraten) UNESCO                        | Tirol Außervillgraten, Innervillgraten                                                         | Jedes Jahr zwischen Weihnachten und dem Fest der Heiligen Drei Könige findet im Villgratental das traditionelle Sternsingen statt. Zwei Tage lang gehen zwei Gruppen in eigens dafür angefertigten Kleidern von Haus zu Haus und singen überlieferte Neujahrslieder. Termin: Zwischen Weihnachten und 6. Jänner |
| ja | Bild, Video oder Audio hochladen | G       | 2010        |        | Telfer Schleicherlaufen UNESCO                                                                   | Tirol Telfs                                                                                    | Rund 500 Männer nehmen aktiv an der Tradition des Telfer Schleicherlaufens teil. Alle fünf Jahre finden sie sich neu in ihren Fasnachtsgruppen zusammen. Diverse Fasnachtschroniken belegen, dass viele Familien seit Generationen am Telfer Schleicherlaufen teilnehmen. Ein großer Teil der Telfer Bevölkerung ist auch durch das Herrichten der Gewänder, das Ausbessern des Schmuckes etc. in die Fasnachtsvorbereitungen eingebunden. Termin: wechselnd, aller 5 Jahre nächster Termin: 3. Februar 2030 |
| Bild gesucht | Bild, Video oder Audio hochladen | G       | 2010        |        | Verein für gegenseitige Hilfe bei Brandfällen „Nebenleistung“ UNESCO                             | Niederösterreich St. Oswald                                                                    | Der Verein für gegenseitige Hilfeleistung bei Brandfällen „Nebenleistung“ ist eine Selbsthilfeorganisation in St. Oswald im Yspertal, die bei Brandfällen in der Region in Form von Arbeitsleistungen, Naturalien oder Geld Hilfe zur Verfügung stellt. |
| Bild gesucht | Bild, Video oder Audio hochladen | G       | 2010        |        | Vereinigte zu Tamsweg UNESCO                                                                     | Salzburg Tamsweg                                                                               | Die „Vereinigten zu Tamsweg“ ist die älteste, durchgehend existierende Vereinigung berufstätiger Männer im regionalen Umfeld von Tamsweg und wurde von Lungauer Handwerkern im Jahr 1738 als Begräbnisbruderschaft gegründet. Bis heute begleiten die Mitglieder Begräbnisse, nehmen an kirchlichen Prozessionen teil und halten jährlich zwischen 1. Jänner und dem Samstag nach dem Aschermittwoch die Vereinigtenoktav – eine Festwoche – ab, an der nicht nur Tamsweger teilnehmen, sondern auch Angehörige der Bruderschaft aus den Bundesländern. Termin: 1. Jänner bis Samstag nach Aschermittwoch: Vereinigtenoktav (wechselnde Termine) |
| Einzug des Jungdamen- und Jungherrenkomitees, Ball der Offiziere                                                   | Bild, Video oder Audio hochladen | G       | 2010 – 2012 |        | Wiener Ball                                                                                      | Wien                                                                                           | Die Anfänge der heutigen Wiener Ballkultur sind im 19. Jahrhundert, zur Zeit des Wiener Kongresses, zu suchen. Die Wiener Balltradition zeichnet sich dadurch aus, dass sie traditionelle Elemente mit neuen Modeströmungen verbinden konnte und somit eine Brücke zwischen den Generationen spannt. So werden heute zum Beispiel Tänze und Musik des 19. Jahrhunderts ebenso aufgeführt wie das Welttanzprogramm des 20. Jahrhunderts. Im Jänner 2012 wurde von der Österreichischen UNESCO-Kommission die gesamte Liste der 17 Wiener Bälle von der Liste des Immateriellen Kulturerbes gestrichen. Auslöser waren die Kontroversen um den Ball des Wiener Korporationsrings. |
| ja | Bild, Video oder Audio hochladen | D       | 2010        |        | Wiener Dudler UNESCO                                                                             | Wien                                                                                           | Das Dudeln ist ein wichtiger Bestandteil der Wiener Gesangskultur. Sein Ursprung ist am Beginn des 19. Jahrhunderts zu suchen, als Tiroler Sängerschaften sich auf Tourneen durch die Städte Europas begaben und somit der Stadtbevölkerung den Brauch des Jodelns näher brachten. In Wien entwickelte sich das Dudeln vor allem in den Bezirken Ottakring und Hernals. |
| ja | Bild, Video oder Audio hochladen | G       | 2011        |        | Anklöpfeln im Tiroler Unterland UNESCO                                                           | Tirol                                                                                          | Das Anklöpfeln ist ein im Tiroler Unterland gepflegter Brauch. Dabei verkleidet sich eine Gruppe zumeist männlicher Sänger als Hirten und stattet danach an den drei Donnerstagen vor Weihnachten (Klöpflnächte) den Häusern der Nachbarschaft einen Besuch ab. Die Sänger werden in das Haus gebeten und stimmen dort einige Lieder an, die die Weihnachtsbotschaft von der Geburt Jesu verkünden. Termin: Klöpfltage, drei Donnerstage vor Weihnachten nächster Termin: 4. Dezember 2025, 11. Dezember 2025, 18. Dezember 2025 |
| ja | Bild, Video oder Audio hochladen | G       | 2011        |        | Blochziehen in Fiss UNESCO                                                                       | Tirol Fiss Eventort                                                                            | Das Blochziehen in Fiss gehört zu den größten Fasnachtsbräuchen im Alpenraum. Es findet im Zweijahresrhythmus statt, wobei sich das Blochziehen der Erwachsenen mit jenem der 6–14-Jährigen, dem Kinder-Blochziehen, abwechselt. Im Spätherbst erfolgt das Blochbaumholen: eine stattliche Zirbe wird gefällt, bewacht und zwei Tage vor dem Umzug auf drei Schlitten aufgelegt. Am Tag des Umzugs versammeln sich die teilnehmenden Figuren im Dorfzentrum, und auf Kommando des Fuhrmannes beginnt sich der Bloch, geschoben von zahlreichen Vermummten, in Bewegung zu setzen. Hexen und „Schwoaftuifl“ versuchen, das Fortkommen zu erschweren. Spielerische Elemente sind nicht nur wesentliche Details, sondern dienen auch der Unterhaltung der Zuschauenden. Nachdem der Bloch beim Schulhaus angelangt ist, wird er versteigert. Termin: Fasnacht, alle zwei Jahre |
| ja | Bild, Video oder Audio hochladen | U       | 2011        |        | Dreistufenlandwirtschaft im Bregenzerwald UNESCO                                                 | Vorarlberg                                                                                     | Da das Futter aus den hofeigenen Flächen bei den meisten im Bregenzerwald angesiedelten bäuerlichen Betrieben nicht ausreicht, um das Vieh ganzjährig zu versorgen, bedienen sich die Bregenzerwälder Bäuerinnen und Bauern bis heute einer altbewährten Bewirtschaftungsform, der Dreistufenlandwirtschaft. Im jahreszeitlichen Kreislauf ziehen dabei die Familien oder ein Teil der Familie im Spätfrühling mit dem Vieh vom Hof zuerst auf das Vorsäß (eine niedrig gelegene Alm) und etwa Anfang Juli auf die Alpe. Die Wirtschaftsweise folgt heute den Heumilch-Kriterien silofreier Gewinnung. |
| BW | Bild, Video oder Audio hochladen | D       | 2011        |        | Dürrnberger Schwerttanz UNESCO                                                                   | Salzburg Dürrnberg Eventort                                                                    | Der Dürrnberger Schwerttanz wird seit rund 500 Jahren praktiziert und ist eng mit der Salzburger Salinenindustrie und dem Bergbau verknüpft. Es handelt sich dabei um einen in der mittelalterlichen Tradition der Handwerker und Standestänze wurzelnden Reigen- und Kettentanz, der ursprünglich von Bergknappen an Berufsfesten und anderen Ehrentagen aufgeführt wurde. Bis heute ist die Aufführung des Schwerttanzes ausschließlich besonderen Anlässen vorbehalten. Der Tanz selbst enthält eine Reihe von Schrittfolgen und komplizierten Tanzfiguren, wobei das Schwert als Bindeglied eingesetzt wird. Dazu wird eine spezielle Bergmannstracht mit den Berufsrequisiten und Standeskennzeichen der Bergleute getragen. Bis zur Schließung der Saline im Jahr 1989 wurde der Schwerttanz unter Vorsitz des Salinendirektors und Bergwerkleiters alle vier Jahre aufgeführt. Seitdem widmet sich der Verein ehemaliger Knappen der Pflege des Tanzes. |
| ja | Bild, Video oder Audio hochladen | G       | 2011        |        | Ebenseer Fetzenzug UNESCO                                                                        | Oberösterreich Ebensee Eventort                                                                | Beim Ebenseer Fetzenzug handelt es sich um einen jährlich am Faschingsmontag in und um Ebensee stattfindenden Faschingsumzug, dessen genaue Ursprünge nicht geklärt sind. Die Teilnehmenden, die „Fetzen“, kleiden sich in alte Frauengewänder, an die Lumpen genäht sind. Sie tragen einen Fetzenhut sowie eine kunstvoll geschnitzte Holzmaske. Der Zug trifft sich traditionell bei einem Gasthaus in Kohlstatt und zieht dann bis zum Rathaus der Marktgemeinde Ebensee. Dort beginnt der eigentliche Höhepunkt der Veranstaltung, das „Austadeln“: Die Fetzen sagen ihren Mitbürgerinnen und Mitbürgern mit verstellter Stimme die Meinung. Ziel ist es, dabei nicht erkannt zu werden. Begleitet wird das bunte Treiben vom „Parapluie-Marsch“, auch „Fetzenmarsch“ genannt. Termin: Rosenmontag nächster Termin: 16. Februar 2026 |
| Bild gesucht | Bild, Video oder Audio hochladen | G       | 2011        |        | Gasteiner Perchten UNESCO                                                                        | Salzburg Bad Gastein, Bad Hofgastein                                                           | Die Tradition des Gasteiner Perchtenlaufs reicht bis zu den Faschingsläufen der Renaissancezeit und des Rokoko zurück und findet alle vier Jahre zwischen Neujahr und dem Dreikönigstag im Raum Bad Gastein und Bad Hofgastein statt. Unter den ungefähr 140 verschiedenen mitlaufenden Figuren befinden sich auch rund 30 Kappenträger, die einen eindrucksvollen, meist mehrere Meter hohen Kopfschmuck tragen. Die Kappenträger bringen dabei den Zuschauer entlang des Weges in Form einer kurzen Tanzdarbietung und einer Verbeugung auf Befehl des Perchtenhauptmanns Glück- und Segenswünsche. Termin: Zwischen dem 1. und 6. Jänner, aller vier Jahre |
| ja | Bild, Video oder Audio hochladen | H       | 2011        |        | Köhlerei UNESCO                                                                                  | alle Bundesländer                                                                              | Bei der Köhlerei handelt es sich um eine Handwerkstechnik aus dem bäuerlichen Umfeld, die primär der Erzeugung von Holzkohle dient. Mittels trockener Destillation wird Holz unter Luftabschluss erhitzt und über eine Zeitspanne von mehreren Wochen durchgekohlt, wobei es in möglichst reinen Kohlenstoff umgewandelt wird. |
| BW | Bild, Video oder Audio hochladen | G       | 2011        |        | Lichtbratlmontag in Bad Ischl UNESCO                                                             | Oberösterreich Bad Ischl Eventort                                                              | Alljährlich am Montag nach Michaeli (29. September) wird in Bad Ischl der Lichtbratlmontag begangen. Dieser bezieht sich auf einen Brauch, bei dem früher der Meister seinen Mitarbeitern ein „Bratl“ spendierte, da an diesem Tag erstmals wieder mit künstlichem Licht gearbeitet werden musste. Heute handelt es sich um ein Jahrgangstreffen aller runden Jubilare ab 50 eines jeweiligen Jahres, die in Bad Ischl geboren sind oder dort ihren Hauptwohnsitz haben. Termin: erster Montag nach Michaeli (29. September) nächster Termin: 6. Oktober 2025 |
| Bild gesucht | Bild, Video oder Audio hochladen | M       | 2011        |        | Lieder der Lovara UNESCO                                                                         | Burgenland, Wien                                                                               | Lieder sind ein wichtiger Bestandteil der Kulturtradition der Lovara. Die Lieder handeln meistens von der Familie und der Gemeinschaft, aber auch die Rolle des Einzelnen und die frühere Lebensweise der Lovara spiegeln sich in ihnen wider. Zudem sind die Lieder ein Speicher der Sprache, beinhalten sie doch für diese Romani-Variante typische Phrasen, Metaphern, Sprechformeln oder auch nur einzelne Ausdrücke, die heute im alltäglichen Gebrauch kaum mehr (bzw. gar keine) Verwendung finden. |
| ja | Bild, Video oder Audio hochladen | G       | 2011        |        | Mullen und Matschgern in den MARTHA-Dörfern UNESCO                                               | Tirol                                                                                          | Der in der Fastnacht praktizierte Brauch des Mullens beziehungsweise Matschgerns (von Maske/Maskieren) blickt in den MARTHA-Dörfern nordöstlich von Innsbruck auf eine jahrhundertelange Tradition zurück. Jeder Figur kommt eine spezielle Rolle zu, so fungieren die Hexen als Wegbereiter, andere Figuren wie etwa der Spiegeltuxer beeindrucken durch ihr imposantes Auftreten und wieder andere sind als Ordnungshüter tätig. Das ausgelassene und bunte Treiben gipfelt im so genannten Mullen oder Abmullen, einer Art Ehrbezeugung, bei der sich der Brauchträger eine Person aus der Menge aussucht, ihre Schulter reibt und ihr einen kleinen Schlag versetzt. Termin: Fasnacht, abwechselnd in den MARTHA-Dörfern |
| ja | Bild, Video oder Audio hochladen | G       | 2011        |        | Murauer Faschingrennen UNESCO                                                                    | Steiermark                                                                                     | Dieser kräfteraubende und aufwändige Umzugs- und Heischebrauch wird in regelmäßigen Abständen von zwei bis fünf Jahren an einem bestimmten Tag im Jahr, meist am Faschingsmontag, in mehreren Orten im Bezirk Murau ausgeübt. Die Ausstattung der Faschingrenner erinnert an die einstige Kleidung der Drescher. Dennoch weisen das äußere Erscheinungsbild und die Anzahl der Faschingrenner und ihrer Begleitfiguren geringfügige örtliche Unterschiede auf. Die mitwirkenden Gruppen und Einzelfiguren bewegen sich entweder auf Fahrzeugen oder zu Fuß von Hof zu Hof und müssen vor dem Einlass Hindernisse bewältigen: entweder eine gespannte Kette (Speng) überwinden oder die Herausforderung zum Zweikampf annehmen. Termin: Rosenmontag, alle 2 bis 5 Jahre an wechselnden Orten |
| ja | Bild, Video oder Audio hochladen | D       | 2011        |        | Österreichische Volkstanzbewegung UNESCO                                                         | alle Bundesländer                                                                              | Die österreichische Volkstanzbewegung wurzelt in der Forschung und Sammeltätigkeit einiger Persönlichkeiten des ausklingenden 19. Jahrhunderts und nahm Anleihen aus ländlichen oft nur noch in Resten erkennbaren Traditionen. Gleichzeitig mit der Systematisierung und Aufzeichnung der verschiedenen Tänze begann auch die Ausrichtung auf österreichische Besonderheiten. Die Tänze wurden jedoch nicht nur gesammelt und für die Nachwelt gesichert, sondern auch wieder verstärkt gelehrt und somit vor dem Aussterben bewahrt. |
| ja | Bild, Video oder Audio hochladen | H       | 2011        |        | Pecherei in Niederösterreich UNESCO                                                              | Niederösterreich                                                                               | Unter der Pecherei versteht man ein seit Jahrhunderten übliches Handwerk, welches der Gewinnung von Harz von Föhrenbäumen dient. Der Stamm des Baumes wird oberflächlich verwundet, um so den Harzfluss künstlich anzuregen. Das gewonnene Harz, auch Pech genannt, wird in Raffinerien und Siedereien zu Terpentinöl und Kolophonium verarbeitet. Diese Zwischenprodukte waren bis in die zweite Hälfte des 20. Jahrhunderts die Grundlage zur industriellen Erzeugung von Papier, Lacken, Farben, Seife und vielen anderen Produkten. |
| Bild gesucht | Bild, Video oder Audio hochladen | M       | 2011        |        | Roman – die Sprache der Burgenland-Roma UNESCO                                                   | Burgenland                                                                                     | Beim Roman handelt es sich um eine Varietät des Romani, die spezifisch für die im Burgenland lebenden Roma (Burgenlandroma) ist und ausschließlich auf österreichischem Staatsgebiet gesprochen wird. Das Roman kann auf eine über 500-jährige Tradition zurückblicken und wird heute in allen gängigen Medien der Burgenland-Roma verwendet. Gesprochen wird Roman hauptsächlich im familiären Umfeld, aber auch mit Freunden und anderen Mitgliedern der Volksgruppe. Die Weitergabe des Roman erfolgt in erster Linie außerhalb der Familien in Form von Sprachkursen für verschiedene Altersstufen. |
| Franz Xaver Gruber: Autograph VII, ca. 1860                                                                        | Bild, Video oder Audio hochladen | G       | 2011        |        | Stille Nacht – das Lied zur Weihnacht UNESCO                                                     | alle Bundesländer                                                                              | Das im Jahr 1818 komponierte Lied Weihnachtslied Stille Nacht, heilige Nacht bildet für zahlreiche Menschen einen Fixpunkt des Heiligen Abends und ist aus Feiern im Familien- und Freundeskreis sowie kirchlichen Feiern, insbesondere der Christmette, nicht wegzudenken. Für viele ist es der Inbegriff des Weihnachtsliedes überhaupt. Die Stille-Nacht-Gesellschaft, die sich der Pflege des Erbes des Liedgutes annimmt, sieht das Lied in Verballhornung oder Reduzierung auf die erste Strophe gefährdet. |
| Triftweg im Niedertal bei Vent, September 2010                                                                     | Bild, Video oder Audio hochladen | U       | 2011        |        | Transhumanz – Schafwandertriebe in den Ötztaler Alpen UNESCO                                     | Tirol                                                                                          | Die Transhumanz in den Ötztaler Alpen ist eine besondere Form des Schafwandertriebs, der auf alten Weiderechten beruht. Die Wanderungen verlaufen von Südtirol über das Timmelsjoch (2509 m), das Hochjoch (2770 m) und das Niederjoch (3017 m) in das Nordtiroler Ötztal und gelten als die einzige grenzüberschreitende Transhumanz in den Alpen, die über Gletscher führt. Dabei werden nicht nur klimatische, sondern auch Ländergrenzen überschritten. Jährlich werden im Frühsommer rund 5000 bis 5500 Schafe in die Ötztaler Almgebiete getrieben, und im Herbst wieder zurück. |
| ja | Bild, Video oder Audio hochladen | M       | 2011        |        | Vorarlberger Flurnamen UNESCO                                                                    | Vorarlberg                                                                                     | Da sich Fluren und Äcker in oft weiter Entfernung von den Dörfern und Höfen befinden, war ihre genaue örtliche Benennung von großer Bedeutung für das Abschließen von Verträgen, die Erstellung von Wegbeschreibungen und die Berechnung zu entrichtender Abgaben. Über Jahrhunderte hinweg bildeten die dadurch entstandenen Orts- und Flurnamen einen selbstverständlichen Bestandteil der bäuerlichen Lebenswirklichkeit. Erst im Laufe der tief greifenden landwirtschaftlichen Umstrukturierungen nach dem Zweiten Weltkrieg und insbesondere ab den 1960er Jahren wurden viele Flurnamen obsolet und drohten, in Vergessenheit zu geraten. |
| ja | Bild, Video oder Audio hochladen | G       | 2011        |        | Wiener Kaffeehauskultur UNESCO                                                                   | Wien                                                                                           | Die Tradition der Wiener Kaffeehauskultur reicht bis an das Ende des 17. Jahrhunderts zurück und ist durch eine ganz spezielle Atmosphäre geprägt. Typisch für ein Wiener Kaffeehaus sind Marmortischchen, auf denen der Kaffee serviert wird, Thonetstühle, Logen, Zeitungstischchen und Details der Innenausstattung im Stil des Historismus. Die Kaffeehäuser sind ein Ort, „in dem Zeit und Raum konsumiert werden, aber nur der Kaffee auf der Rechnung steht“. |
| BW | Bild, Video oder Audio hochladen | G       | 2011        |        | Windischgarstner Niglo-Umzug UNESCO                                                              | Oberösterreich Windischgarsten Eventort                                                        | Der Niglo-Umzug am Vorabend des Nikolaustages (6. Dezember) bildet einen jährlichen Fixpunkt der Adventszeit in Windischgarsten. Er besteht aus ungefähr 30 Personen: dem Nachtwächter, dem Nigloherrn (ein Herr in städtischer Bekleidung) und der Niglofrau (eine jüngere Frau mit weißem Kleid und Krone), mehreren Nigeln (in Pelz gehüllte Krampusse mit Larven, um den Körper Schellen und Birkenruten tragend), mehreren Engeln, dem Teufel, dem Heiligen Nikolaus und verschiedenen Nebenfiguren. Die bunte Gesellschaft versammelt sich beim Heimathaus und zieht dann durch den Markt in den Rathaushof, wo sich die Figuren auf der Bühne präsentieren und der Nigloherr und der Nikolaus je ein Gedicht vortragen. Zum Abschluss erhalten die anwesenden Kinder ein kleines Geschenk. Termin: 5. Dezember abends nächster Termin: 5. Dezember 2025 |
| Bild gesucht | Bild, Video oder Audio hochladen | G       | 2011        |        | Wirlinger Böllerschützen UNESCO                                                                  | Oberösterreich St. Wolfgang im Salzkammergut                                                   | Die Hauptaufgabe des Traditionsschützenvereins Wirling besteht darin, religiöse sowie weltliche Feste wie Hochzeiten, kirchliche Feste und Umzüge sowie das Rauhnachtsschießen durch Böllerschießen mitzugestalten. Dabei wird ein eigens dafür konstruiertes Geschütz auf einer Anhöhe in Stellung gebracht und je nach Anlass zu genau festgelegten Zeiten abgefeuert. Wichtig ist, dass immer das Echo des Böllerknalls, welches bis zu zwölf Sekunden dauern kann, vor der Abgabe des nächsten Schusses abzuwarten ist. |
| ja | Bild, Video oder Audio hochladen | U       | 2011        |        | Wissen um die Haselfichte als Klangholz UNESCO                                                   | Tirol                                                                                          | Haselfichten, eine Wuchsvariante normaler Bergfichten mit einem Hang zu wimmerigen Jahresringen (Haselwuchs), kommen meist in den Waldbeständen der Alpen über 1.200 Meter Meereshöhe vor. Nur wenige Holzfachleute sind imstande, diese Holzeigenschaft am stehenden Baum zu erkennen. Eindeutig zu bestimmen ist die Haselfichte, wenn man ein Stückchen Rinde entfernt – und zwar an den in Längsrichtung verlaufenden Rollen. Aufgrund seiner spezifischen Eigenschaften wird das Holz der Haselfichte seit jeher als Klangholz für den Musikinstrumentenbau, bei dem höchste Ansprüche an die Holzqualität gestellt werden, verwendet. |
| Bild gesucht | Bild, Video oder Audio hochladen | M       | 2012        |        | Erzählen im Montafon UNESCO                                                                      | Vorarlberg                                                                                     | Im Gebirgstal Montafon entwickelten sich im Rahmen der täglichen Kommunikation Erzählgemeinschaften. Die Inhalte, Wertvorstellungen und Muster der lokaltypischen Sagen und Erzählungen gehen auf das 19. und 20. Jahrhundert zurück. Die Erzähltradition ist noch heute ein wichtiger Bestandteil der Gemeinschaft und wird im Alltag ebenso wie zu besonderen Anlässen gepflegt. Zahlreiche kulturelle Initiativen und Kulturträger im Montafon tragen aktiv zur Sammlung und Erhaltung des lokalen Erzählguts bei, das seit dem 19. Jahrhundert beforscht wird. |
| ja | Bild, Video oder Audio hochladen | G       | 2012        |        | Fasnacht Nassereith – Schellerlaufen UNESCO                                                      | Tirol Nassereith Eventort                                                                      | Bei der Fasnacht Nassereith, seit 1951 auch als „Schellerlaufen“ bezeichnet, handelt es sich um einen Brauch, der alle drei Jahre in Nassereith, Bezirk Imst an einem Tag zwischen Dreikönigstag (6. Jänner) und Aschermittwoch stattfindet. Im Zentrum steht dabei der Umzug, der sich durch Farbenpracht und typische Holzlarven auszeichnet. Genau überlieferte Regeln und das Wissen um die Herstellung der Masken, Kostüme und Utensilien werden von Generation zu Generation weitergegeben. Für die Organisation wird seit 1923 alle sechs Jahre ein Fasnachtskomitee gewählt. Termin: Fasnacht, alle drei Jahre |
| Bild gesucht | Bild, Video oder Audio hochladen | G       | 2012        |        | Festbrauch der Bürger- und Schützengarden des Bezirks Murau UNESCO                               | Steiermark                                                                                     | Fünf Bürger- und Schützengarden sind im Bezirksverband Murau organisiert: die Murauer Bürgergarde, die Schützengarde Krakaudorf, die Schützengarde Krakauebene, die Prangschützengarde Ranten und die Schützengarde der Pfarrgemeinde St. Peter am Kammersberg. Als Ehrengarden rücken sie mehrmals im Jahr bei festlichen Anlässen (Jubiläen, Hochzeiten, Besuchen hochrangiger Personen) und kirchlichen Prozessionen (Fronleichnam und Patroziniumsfest) feierlich aus. Sie zeichnen sich durch traditionelle Uniformen und Ausrüstungsgegenstände sowie durch ihren typischen Marsch aus. |
| ja | Bild, Video oder Audio hochladen | H       | 2012        |        | Hinterglasmalerei in Sandl UNESCO                                                                | Oberösterreich Sandl Eventort                                                                  | Durch die Zuwanderung von nordböhmischen Spezialisten in der Glasveredelung kam die Hinterglasmalerei um 1760 nach Buchers und Sandl ins Mühlviertel, das gemeinsam mit dem Waldviertel und Südböhmen bis heute für seine Glasveredelung bekannt ist. Die gute Verfügbarkeit der Rohstoffe Holz und Quarzsand begünstigte die Entwicklung der Hinterglasmalerei. In Sandl wurden die Bilder in den umliegenden Glashütten und im Hausgewerbe hergestellt, auf Jahrmärkten und an Wallfahrtsorten feilgeboten und von Kraxenträgern in alle Länder der Donaumonarchie exportiert. Heute gibt es in Sandl einen hauptberuflichen und mehrere nebenberufliche Hinterglasmaler. |
| ja | Bild, Video oder Audio hochladen | D       | 2012        |        | Maultrommelspiel in Österreich UNESCO                                                            | alle Bundesländer                                                                              | Das Maultrommelspiel zählt zu den ältesten Musikpraktiken der Menschheit und ist vor allem in Asien und in Europa verbreitet. Maultrommeln werden aus verschiedenen Metallen oder Bambus hergestellt. Dabei haben sich Zentren der Produktion und des Spiels mit einer jeweils eigenständigen Charakteristik herausgebildet, historisch gewachsen und in die jeweilige regionale Volkskultur eingebettet. In Österreich stellt Molln/Oberösterreich ein solches Zentrum dar (Eintrag Die Erzeugung der Mollner Maultrommel). Hier hat sich auch mit dem typischen „Soloinstrument“ eine Spielweise entwickelt, bei der als musikalische Innovation ein Spieler zwei bis vier verschieden gestimmte Maultrommeln einsetzt. |
| ja | Bild, Video oder Audio hochladen | G       | 2013        |        | Aperschnalzen im historischen Rupertiwinkel UNESCO                                               | Salzburg                                                                                       | Das Aperschnalzen bezeichnet einen über 200 Jahre alten Brauch im historischen Rupertiwinkel, einem Landstrich des Fürsterzbistums, der heute in mehreren Ortschaften zu beiden Seiten der Grenzflüsse Saalach und Salzach, also in Bayern und Salzburg, praktiziert wird. Zwischen Stephanitag und Faschingsdienstag schnalzen die Passen (Gruppen von neun Personen) bei ihren Treffen mit ihren Goaßln (Peitschen, von ‚Geissel‘) so oft hintereinander, bis sie einen bestimmten Takt hervorbringen. Neben dem Schnalzen bei großen offiziellen Veranstaltungen finden Brauchtumswettbewerbe, das sind die jeweiligen Gemeindeschnalzen und das einmal jährlich stattfindende Rupertigau-Preisschnalzen statt. |
| ja | Bild, Video oder Audio hochladen | G       | 2013        |        | Freiungsaustragen beim Maxlaun in Niederwölz UNESCO                                              | Steiermark Niederwölz                                                                          | „Die Austragung der Freiung“ stellt den Mittelpunkt des Festzugs beim „Maxlaun“ dar. Der Maxlaun Markt findet jährlich am zweiten Oktoberwochenende mit einer Dauer von drei Tagen in Niederwölz, Bezirk Murau, statt. Der Name leitet sich vom Kirchenpatron Maximilian ab, dessen Fest am 12. Oktober gefeiert wird. Termin: zweites Oktoberwochenende nächster Termin: 11. Oktober 2025 |
| BW | Bild, Video oder Audio hochladen | G       | 2013        |        | Heiliggrab-Bruderschaft Pfunds UNESCO                                                            | Tirol Pfunds Eventort                                                                          | Seit 1511, existiert die „Heiliggrab-Bruderschaft“, die sich die Pflege der Tradition des Aufstellens des Heiligen Grabes in der Liebfrauenkirche in Pfunds am Samstag vor dem Palmsonntag sowie die 24-stündige, ununterbrochene Anbetung des Allerheiligsten von Karfreitag bis Karsamstag zur Aufgabe gemacht hat. Termin: Karfreitag auf Karsamstag nächster Termin: 3. April 2026 |
| Bild gesucht | Bild, Video oder Audio hochladen | D       | 2013        |        | Innviertler Landler UNESCO                                                                       | Oberösterreich                                                                                 | Innviertler Zechen waren rein bäuerliche Burschenkameradschaften, diese pflegten Geselligkeit und Wirtshauskultur, und brachten im gemeinschaftlichen Zechentanz – dem Innviertler Landler – künstlerische Leistungen hervor. Dabei ist der Innviertler Landler eine Kombination aus Tanz (die Eicht), Musik, Dichtung und Gesang – die Melodie, der spezielle, angehängte Jodler (Almer) und vor allem der „verzogene“ Rhythmus im ¾-Takt machen den Innviertler Landler zu einer spezifischen Spielform innerhalb der österreichischen Ländlerfamilie. Kulturelles Erbe mit einer Tradition von mehr als 250 Jahren. |
| Bild gesucht | Bild, Video oder Audio hochladen | H       | 2013        |        | Klöppelei in Salzburg UNESCO                                                                     | Salzburg                                                                                       | Der Ursprung der Spitzenklöppelei reicht in die Renaissance zurück. Mit dieser sollten die Kanten textiler Erzeugnisse nicht nur vor dem Ausfransen geschützt, sondern auch kunstvoll verziert werden. Die große Nachfrage ließ die Handwerkstechnik der Klöppelei in Salzburg zu einem Wirtschaftszweig von überregionaler Bedeutung heranwachsen und es entwickelte sich eine eigenständige Form der Spitze. Klöppelarbeiten wurden vorwiegend in Hausindustrien angefertigt und nicht nur für den regionalen Bedarf verwendet, sondern auch ins Ausland exportiert, wodurch sie ein wichtiges Einkommen für unzählige Familien darstellten. Nach seiner Blütezeit zwischen 1600 und 1800 geriet das Handwerk in Vergessenheit, bis es Mitte des 20. Jahrhunderts wiederentdeckt und -belebt wurde. |
| ja | Bild, Video oder Audio hochladen | H       | 2013        |        | Korbmachen – Flechtkunst mit Weiden, Stroh und gespaltenem Holz UNESCO                           | Steiermark                                                                                     | Die über Jahrtausende alte Handwerkstechnik des Korbmachens aus unterschiedlichen natürlichen Materialien war seit jeher wichtiger Bestandteil des Alltages. Die Körbe, geflochten und genäht aus Weiden, Stroh und gespaltenen Holz, wurden zum Tragen und Aufbewahren von verschiedensten Dingen verwendet. In vielen Teilen Österreichs war das Flechthandwerk ein wichtiges Hausgewerbe. Besonders in der Region der Südoststeiermark (Vulkanland) hat sich eine umfangreiche Wissensvielfalt und ein Variantenreichtum in der Flechtkunst entwickelt. |
| ja | Bild, Video oder Audio hochladen | D       | 2013        |        | Metnitzer Kinisingen UNESCO                                                                      | Kärnten                                                                                        | Seit 1724 ziehen im Metznitztal zwischen Neujahr und 6. Jänner die Heiligen Drei Könige, begleitet von einer Sängerschar von Hof zu Hof und bieten das 17-strophige Kinilied dar. Dazu bewegen sich die Teilnehmer stumm und nach fest gelegten Regeln. Als Lohn für die Darbietung wird von den Haus- und Hofbesitzern eine Stärkung für den Weg zum nächsten Gehöft gereicht. |
| ja | Bild, Video oder Audio hochladen | M       | 2013        |        | Österreichische Gebärdensprache UNESCO                                                           | alle Bundesländer                                                                              | Die Österreichische Gebärdensprache (ÖGS) bildet das soziale und kulturelle Fundament der österreichischen Gebärdensprachgemeinschaft. Sie ist die Muttersprache gehörloser Menschen in Österreich und somit ein wesentlicher Teil ihrer Identität und seit 2005 rechtlich als eigene Sprache anerkannt. Die ÖGS wird hauptsächlich von Gehörlosen gesprochen und wird vereinzelt auch von hörenden Menschen als zusätzliche Sprache erlernt. Sie beinhaltet Dialekte die sich regional und den Wortschatz betreffend unterscheiden. Im Jahr 1779 wurde in Wien die erste Gehörlosenschule gegründet, seither wird die Sprache gepflegt und überliefert. |
| ja | Bild, Video oder Audio hochladen | H       | 2013        |        | Österreichisches Sensenschmieden UNESCO                                                          | alle Bundesländer                                                                              | Die Sense gehörte bis zur Einführung von landwirtschaftlichen Maschinen über mehrere Jahrhunderte zu den wichtigsten Arbeitsgeräten in der Landwirtschaft. Zu der wichtigsten Erzeugerregion von Sensen gehörte die Region Eisenwurzen. Um 1900 bestanden in Österreich über 200 Sensenschmieden, die jährlich etwa 12 Millionen Sensen produzierten. Das Sensenschmiede-Handwerk war in Österreich in elf Zünften organisiert. Durch den Rückgang der Nachfrage bedingt, gaben viele Betrieb die Produktion auf. Gegenwärtig existieren noch zwei Betriebe, die nach historischen Vorbildern durch Freiformschmieden des Sensenblattes, individuelle Sensenformen produzieren. |
| BW | Bild, Video oder Audio hochladen | D       | 2013        |        | Passionsspiele Erl UNESCO                                                                        | Tirol Erl Eventort                                                                             | Seit rund 400 Jahren gibt es laut Überlieferung die traditionellen Passionsspiele in Erl, die ihren Ursprung in den christlichen Osterspielen haben. In einem Zyklus von sechs Jahren finden sie regelmäßig statt, zuletzt 2019. Trotz mittlerweile international renommiertem Ruf und regem Zuschauerbesuch sind es insbesondere die Einwohner von Erl, die für die Bewahrung und Weiterentwicklung dieser traditionell christlichen Spiele eintreten, etwa 600 von 1450 Bewohnern der Ortschaft stehen selbst die ganze Sommersaison auf der Bühne. Mitglieder des Komitees gehen ein Jahr vor der Aufführung von Haus zu Haus und fragen die Bewohner aller Altersgruppen von Erl, ob sie mitwirken wollen – ohne Anspruch auf eine bestimmte Rolle. Termin: alle 6 Jahre nächster Termin: 2025 |
| ja | Bild, Video oder Audio hochladen | H       | 2013        |        | Pechölbrennen im östlichen Mühlviertel UNESCO                                                    | Oberösterreich                                                                                 | Im östlichen Mühlviertel (Bezirke Freistadt und Perg) wird das Pechöl, ein Destillat aus Pech, mit Hilfe von zahlreichen erhalten gebliebenen Pechölsteinen gewonnen. Die historischen Pechölsteine bestehen meist aus Granit und haben auf ihrer flachen Oberfläche Rillen, ähnlich wie Blattrippen, eingekerbt. Auf den meist leicht geneigten Steinen werden Meiler aus harzreichem Kienholz errichtet und mit Erde abgedeckt. Circa zwei Stunden nach dem Entzünden des Meilers beginnt das Pechöl den Blattrippen-Rinnen folgend zu fließen. Ungefähr zwanzig dieser Pechölsteine stehen unter Denkmalschutz und/oder sind vom Land Oberösterreich als Naturdenkmäler definiert. In der früheren Volksmedizin war das Pechöl weit verbreitet. |
| Bild gesucht | Bild, Video oder Audio hochladen | D       | 2013        |        | Pinzgauer Tresterertanz der Salzburger ALPINIA UNESCO                                            | Salzburg                                                                                       | Der Pinzgauer Tresterertanz ist eine regionale Sonderform des Schönperchtenlaufens. Der Rundtanz mit Hüpf- und Stampfschritten und typischen Kostümen wird jährlich im Salzburger Pinzgau am 5. Jänner, dem Perchtenabend vor Dreikönig bei einbrechender Dunkelheit als Umlaufbrauch von Haus zu Haus aufgeführt. Die Gruppe von Tänzern wird von Musikern begleitet. Der Besuch der Tresterer gilt als Auszeichnung und gutes Omen für das neue Jahr. Um 1909/10 in Krimml entdeckt, ab 1912 aufgeführt und 1942 erstmals ton-aufgezeichnet. Das Wort trestern (‚stampfen, einmaischen‘) geht zurück auf die Praxis des Austretens der Trauben. Termin: 5. Jänner nächster Termin: 5. Jänner 2026 |
| Bild gesucht | Bild, Video oder Audio hochladen | D       | 2013        |        | Rudentanz in Sierning UNESCO                                                                     | Oberösterreich Sierning                                                                        | Bis ins 20. Jahrhundert war der Ländler als ein „Tanz für alle“ im ganzen süddeutschen Sprachraum und auch darüber hinaus verbreitet. Im Traunviertel wird eine ganz spezielle Form des Ländlers bis heute von den Ruden, das sind – meist bäuerliche – Jungmännerbünde, überliefert. Seit 200 Jahren wird am Faschingsdienstag der Sierninger Rudenkirtag abgehalten, an dem die Traunviertler Ruden (Gruppen von etwa vier bis acht Tanzpaaren) zusammenkommen. Neben Musik, Tanz und Gesang wird dabei besonderes Augenmerk auf die jedes Jahr neugedichteten Gstanzl gelegt, die spöttisch wie kritisch auf lokale, nationale und globale politische wie gesellschaftliche Ereignisse anspielen. nächster Termin: 17. Februar 2026 |
| ja | Bild, Video oder Audio hochladen | G       | 2013        |        | Sakramentsgarden in Tirol UNESCO                                                                 | Tirol                                                                                          | Die Tiroler Sakramentsgarden wurden vor 500 Jahren gegründet und entspringen den ehrenvollen „Herrschergeleiten“ für das Altarsakrament in Spanien ab dem 12. Jahrhundert, welche über Orden in den Religionswirren der Reformation im frühen 16. Jahrhundert auch Österreich erreichten. |
| ja | Bild, Video oder Audio hochladen | U       | 2013        |        | Wissen um die Standorte, das Ernten und das Verarbeiten des punktierten Enzians UNESCO           | Tirol                                                                                          | Die Ernte des Tüpfel-Enzians (Gentiana punctata) ist seit dem 17. Jahrhundert im Paznaun, und besonders in Galtür, für die Nutzung als Enzianschnaps reglementiert. Das Wissen um die Standorte wird im Familienkreis weitergegeben. Dieser strenge Schutz aus Eigeninteresse ist ein wichtiger Beitrag zum Naturschutz. |
| Bild gesucht | Bild, Video oder Audio hochladen | D       | 2014        |        | Aberseer Schleuniger UNESCO                                                                      | Oberösterreich, Salzburg                                                                       | Der Schleunige, in einigen Regionen auch als „Pfannhauserisch“ bezeichnet, gilt als die älteste Spiel- und Tanzform im Salzkammergut. Der komplexe Kreis- und Kettentanz folgt dabei einem festen Aufbau, bestehend aus Sprüngen und Stampfschritten, Gesang und Patschen (gemeinschaftliches Klatschen). Traditionell wird der Gesang und Tanz von zwei Geigen, einer Bassgeige und der Seitlpfeife (regionale Querflöte) begleitet. Heute kommt vorwiegend eine diatonische Harmonika zum Einsatz. Der Aberseer Schleunige wird heute noch in der Region Wolfgangsee auf Hochzeiten und Veranstaltungen von Schützengesellschaften praktiziert. |
| Bild gesucht | Bild, Video oder Audio hochladen | G       | 2014        |        | Gauderfest in Zell am Ziller UNESCO                                                              | Tirol Zell am Ziller                                                                           | Das Gauder Fest ist ein Frühlingsfest, das um 1500 entstanden ist. Heute ein großes Talfest des Zillertals mit Trachtenumzug, Wettbewerben (Gauderranggeln. Gauder Sechskampf u. a.), Feldmesse, Handwerks- und Bauernmarkt, Tierzuchtschau und anderem Rahmenprogramm, und dem speziellen Gauder Bockbier. Termin: erstes Wochenende im Mai nächster Termin: 2. Mai 2026 |
| ja | Bild, Video oder Audio hochladen | G       | 2014        |        | Liebstattsonntag in Gmunden UNESCO                                                               | Oberösterreich Gmunden                                                                         | Eine Armenspeisung zu Laetare (vierter Sonntag der Fastenzeit), die 1641 bischöflich bestätigt wurde. Der Liebstattsonntag findet heute in etlichen Orten Oberösterreichs als Dorffest statt, mit den an die Speisung erinnernden Lebkuchenherzen. Termin: vierter Sonntag der Fastenzeit nächster Termin: 15. März 2026 |
| ja | Bild, Video oder Audio hochladen | H       | 2014        |        | Die Erzeugung der Mollner Maultrommel UNESCO                                                     | Oberösterreich Molln                                                                           | In Österreich stellt Molln ein Zentrum der Maultrommelmacherzunft dar. Die erste Handwerksordnung stammt aus dem Jahr 1679, die Zunftakten begannen mit 1690. Heute gibt es noch drei Hersteller. Der Eintrag Maultrommelspiel, für den Molln auch ein bedeutendes Zentrum ist, gilt für alle Bundesländer. |
| BW | Bild, Video oder Audio hochladen | D       | 2014        |        | Öblarner Krampusspiel UNESCO                                                                     | Steiermark Öblarn Eventort                                                                     | Das Öblarner Krampusspiel gehört in die Gattung geistlicher Volksschauspiele, die im 18. Jahrhundert der geistlichen und katholisch-religiösen Belehrung dienten. Die Texte der Spielfiguren Lucifer, Jäger, Schmied, Habergoas, Tod und Nikolaus wurden jahrhundertelang mündlich überliefert und von Laiendarstellern ausschließlich in Bauernstuben aufgeführt. Erst 1989 wurde der Text im Auftrag des Landschaftsmuseums Schloss Trautenfels schriftlich niedergelegt. Heute findet das Krampusspiel mit 10 bis 12 Personen nach wie vor in Bauernstuben statt. Ergänzt wird die traditionelle Darbietungsform durch ein öffentliches Krampusspiel auf dem Hauptplatz von Öblarn. Termin: Anfang Dezember (wechselnde Termine) |
| BW | Bild, Video oder Audio hochladen | D       | 2014        |        | Reither Nikolausspiel UNESCO                                                                     | Tirol Reith im Alpbachtal Eventort                                                             | Aller sieben Jahre findet in Reith im Alpbachtal das Reither Nikolausspiel statt, das in der Tradition der im 18. Jahrhundert verbreiteten Nikolausspiele steht, die von Laiendarstellern in Stuben und Höfen dargeboten wurden. Das Nikolausspiel in Reith ist heute das einzige, welches kontinuierlich ausgerichtet wurde. Seit 1919 werden die zwölf traditionellen Szenen (Bilder) nicht mehr in Stuben gespielt, sondern werden auf einer Bühne im Theatersaal des Gasthaus Stockerwirt aufgeführt. Die zentralen Figuren des Volksschauspiels sind Nikolaus, Tod, Engel und Lucifer die in moralischen Geschichten in einer Reihe heiter-satirischen Szenen auftreten. Die letzte Aufführung fang im Dezember 2018 statt. Termin: alle sieben Jahre im Dezember nächster Termin: Dezember 2025 |
| Bild gesucht | Bild, Video oder Audio hochladen | D       | 2014        |        | Traunkirchner Mordsgschicht UNESCO                                                               | Oberösterreich Traunkirchen                                                                    | Als Traunkirchner Mordsgeschicht wird ein Moritatengesang bezeichnet, der ursprünglich im gesamten Salzkammergut am Faschingssonntag praktiziert wurde. Acht Sänger, die mit Frack und Zylinder bekleidet sind, ziehen dabei von Gastwirtschaft zu Gastwirtschaft und bieten gegen Bewirtung einen musikalischen Vortrag dar, in dem heitere Begebenheiten des vergangenen Jahres präsentiert werden. Auf Bildtafeln werden parallel dazu passende Karikaturen präsentiert. Der Inhalt der Mordsgeschicht bleibt bis zum Tag der Aufführung geheim, die Anekdoten werden ab November gesammelt und zu Moritaten in Reimform verarbeitet. Heute wird der Brauch nur noch in Traunkirchen praktiziert. |
| ja | Bild, Video oder Audio hochladen | U       | 2014        |        | Wissen um traditionellen Samenbau und Saatgutgewinnung UNESCO                                    | alle Bundesländer                                                                              | Alte Pflanzensorten spielten in Österreich mit seinen kleinräumigen und oft extremen Standorten eine bedeutende Rolle, ihre Kultur hat zahlreiche autochthone Sorten hervorgebracht. Das Wissen um Samenbau, Samenernte, Selektion, Reinigung und Lagerung wurde in lokalem Kreis weitergegeben. Dieses Kulturgut wird in jüngsten Jahren wieder vermehrt gepflegt. Wichtige Beiträge sind der Saatgut-Tausch-Verein Arche Noah oder das Register der traditionellen Lebensmittel des Lebensministeriums. |
| ja | Bild, Video oder Audio hochladen | U       | 2014        | 2022   | Wissen um die Flößerei auf der Oberen Drau UNESCO                                                | Kärnten                                                                                        | Die Drau war ab dem 17. bis ins 20. Jahrhundert ein wichtiger Transportweg für Holz und Eisenprodukte in Kärnten. Durch den Bau von Straßen- und Eisenbahnverbindungen und Wasserkraftwerken verlor die Drau Mitte des 20. Jahrhunderts ihre Bedeutung als Transportweg. Die Waren wurden auf Flößen transportiert, die mit „Wieden“ oder eisernen Ringankern zusammengehalten wurden. Die Tradition der Flößer dokumentiert sich in einer Reihe von regionalen Besonderheiten, wie der Drautaler Flößersprache, Flurnamen, Speisen und Kleidungsstücken. Die Technik des Floßbauens hat sich an der Oberen Drau bis heute erhalten, die zu den Flößertagen zwischen Oberdrauburg, Dellach, Berg, Greifenburg, Sachsenburg und Spittal-Baldramsdorf mit traditionellen Flößen befahren wird. Termin: Flößertage (August, wechselnde Termine) |
| ja | Bild, Video oder Audio hochladen | G       | 2015        |        | Aufstellen und Besuch der Landschaftskrippen im Salzkammergut UNESCO                             | Oberösterreich                                                                                 | Die Entstehung der Landschaftskrippen im Salzkammergut steht in einem engen Zusammenhang mit dem Verbot der Aufstellung von Prunkkrippen in Kirchen, das 1782 von Kaiser Joseph II erlassen wurde. Viele Bewohner des Salzkammergutes begannen daraufhin, Krippenfiguren, die die biblische Geschichte von der Geburt Christi erzählen, selbst zu fertigen und in ihren Stuben aufzustellen. Eingerahmt wurde die biblische Geschichte oft in die heimische Landschaft und nach und nach durch lokale und regionale Figuren und Szenen, wie Salinenarbeiter, Jäger, Hirten oder Almenszenen ergänzt. Die Kunst des Schnitzens und das Aufstellen der Volkskrippen wird in den Familien von Generation zu Generation weitergegeben. Termin: Kripperlroas vom 8. Dezember (Maria Empfängnis) bis 2. Februar (Maria Lichtmess) |
| ja | Bild, Video oder Audio hochladen | H       | 2015        | 2018   | Mühlviertler Handblaudruck UNESCO                                                                | Oberösterreich                                                                                 | Seit Mitte des 19. Jahrhunderts werden im Mühlviertel Stoffe durch die Blaudruck-Technik veredelt. Die traditionelle Handwerkstechnik brachten Handwerker von der Walz ins Mühlviertel. Im Mühlviertel wird das traditionelle Handwerk durch das Familienunternehmen Wagner im Haus Bründlwagner in Bad Leonfelden mit Hilfe von historischen und modernen Handdruckmodeln praktiziert. Mittels dieser Model mit den traditionellen floralen Mustern wird der so genannte Papp auf den Leinenstoff gestempelt. Nach dem Färben mit Indigo erscheint das „reservierte“ Muster weiß. Das Wissen um die Handwerkstechnik geht in der Blaufärberei Wagner auf ein Wanderbüchlein zurück, das Karl Wagner 1878 von der Walz mitbrachte. |
| ja | Bild, Video oder Audio hochladen | M, G, H | 2015        |        | Ratschen in der Karwoche UNESCO                                                                  | alle Bundesländer                                                                              | Ratschen, Lärm mit einem Holzschrapinstrument, ist ein Lärmbrauch. In Österreich verstummen nach katholischem Brauch in der Karwoche die Kirchenglocken („sie fliegen nach Rom“). In dieser Zeit wird stattdessen geratscht, hauptsächlich von Ministranten, Pfadfindern und der Jungschar. |
| ja | Bild, Video oder Audio hochladen | G       | 2015        |        | Scheibenschlagen UNESCO                                                                          | Tirol, Vorarlberg                                                                              | Seit dem 17. Jahrhundert wird das Scheibenschlagen am ersten Sonntag der Fastenzeit (Funkensonntag / „Kassunnti“) in mehreren Orten in Südvorarlberg und Tirol praktiziert. Dazu werden Scheiben aus Birken- oder Erlenholz auf lange bis zu 2 m lange Haselholzstöcke gesteckt und in einem Feuer zum Glühen gebracht. Die glühenden Holzscheiben werden an den Stöcken durch die Luft geschwungen und schließlich auf einer kleinen Holzbank oder -rampe talabwärts abgeschlagen. Die glühende Scheibe löst sich vom Stock und beschreibt dann einen leuchtenden Bogen am abendlichen Himmel. Während des Fluges der Scheibe werden Sprüche, Spott und Wünsche für jeden Haushalt des Ortes ausgerufen. Die alte Tradition des Scheibenschlagens wird von Funkenzünften oder der Freiwilligen Feuerwehr ausgeübt. Termin: Funkensonntag (wechselnde Termine) nächster Termin: 22. Februar 2026 |
| ja | Bild, Video oder Audio hochladen | H       | 2015        |        | Trattenbacher Taschenfeitel-Erzeugung UNESCO                                                     | Oberösterreich Ternberg                                                                        | Im Trattenbachtal bei Ternberg werden seit dem 16. Jahrhundert in verschiedenen Werkstätten mit Hilfe der Wasserkraft des Trattenbachs Taschenmesser, die so genannten Trattenbacher Taschenfeitel hergestellt. Die Tradition der Herstellung der einfachen Messer hat sich bis heute erhalten und wird in zwei Manufakturen im Tal fortgeführt. Entlang eines 1,5 km langen Weges im Museumsdorf Trattenbach kann in verschiedenen original erhaltenen Werkstätten die Herstellung der Messer nachvollzogen werden. |
| ja | Bild, Video oder Audio hochladen | G       | 2015        |        | Widderprozession nach Obermauern UNESCO                                                          | Tirol Virgen, Prägraten                                                                        | Eine Wallfahrt mit einem Widder in Virgen und Prägraten am ersten Samstag nach Ostern, dem Weißsamstag. Die Wallfahrt zur Kirche Maria Schnee in Obermauern geht auf die Dankbarkeit für die Bewahrung vor der Pest in der Zeit des Dreißigjährigen Kriegs zurück. nächster Termin: 11. April 2026 |
| Bild gesucht | Bild, Video oder Audio hochladen | G       | 2015        |        | Zachäussingen in Zirl UNESCO                                                                     | Tirol Zirl                                                                                     | Beim Zachäussingen eröffnen die Döfler den Kirchtag am dritten Sonntag im Oktober in aller Frühe mit einem gemeinsamen Singen eines Liedes für Zachäus den Zöllner, mit Kirchenchor und einer Bläsergruppe. Das Lied, das von Buße und Reue handelt, wurde im 18. Jh. von einem Zirler Messner geschrieben. nächster Termin: 19. Oktober 2025 |
| ja | Bild, Video oder Audio hochladen | G       | 2016        |        | Ausseer Fasching UNESCO                                                                          | Steiermark                                                                                     | Seit über 200 Jahren ziehen vom Faschingssonntag bis Faschingsdienstag maskierte Gruppen durch die Orte Bad Aussee, Altaussee, Grundlsee, Knoppen und Pichl-Kainisch. Zentrale Figuren des Ausseer Faschings sind Trommelweiber, Flinserl mit dem Zacherl und Pless, die in den letzten Jahrzehnten durch die Arbeiterflinserl, die Altausseer Knopfer, die Knoppener und die Maschkera-Gruppen ergänzt werden. Die für das Ausseerland charakteristischen Figurengruppen ziehen von Wirtshaus zu Wirtshaus und tragen dort sogenannte gesungene und gereimte Faschingsbriefe vor, in denen zumeist lustige oder peinliche lokale Ereignisse des vergangenen Jahres mit der Unterstützung durch Karikaturen vorgetragen werden. Termin: Faschingssonntag bis Faschingsdienstag nächster Termin: 15. Februar 2026 bis 17. Februar 2026 |
| ja | Bild, Video oder Audio hochladen | G       | 2016        |        | Axamer Wampelerreiten UNESCO                                                                     | Tirol                                                                                          | Am Unsinnigen Donnerstag ziehen junge Burschen („die Wampler“), die mit einem roten Rock und einem weißen, mit Stroh prall ausgestopften Leinenhemd bekleidet sind in gebückter Haltung durch die Ortschaft Axams und versuchen mit Hilfe eines kurzen Stocks, sich den Angriffen ihrer Gegenspieler, den Reitern, zu erwehren. Ziel der Reiter ist es, die Wampler auf den Rücken zu legen und das weiße Hemd zu beschmutzen. Das Gerangel zwischen Wampler und Reiter wird von sogenannten „Banden“ begleitet und erfolgt dabei nach festen Regeln. Sieger des Wampelreitens ist derjenige Wampler, der sein Hemd so sauber wie möglich gehalten hat. Termin: Unsinnigen Donnerstag nächster Termin: 12. Februar 2026 |
| ja | Bild, Video oder Audio hochladen | G       | 2016        |        | Kranzelreiten zu Weitensfeld UNESCO                                                              | Kärnten Weitensfeld im Gurktal                                                                 | Ein Reiterumzug am Pfingstwochenende. Sonntags werden in Begleitung von Gstanzlsängern und der Trachtenkapelle von Haus zu Haus Ereignisse des Vorjahres kundgetan. Montags wird am Marktplatz das eigentliche Kranzelreiten, ein Wettreiten, ausgetragen, desser Sieger den Kranz bekommt. Es findet zu Ehren Marias und der Errettung vor der Pest statt. Termin: Pfingsten nächster Termin: 24. Mai 2026 bis 25. Mai 2026 |
| ja | Bild, Video oder Audio hochladen | G       | 2016        |        | Laßnitzer Volksschauspiele UNESCO                                                                | Kärnten, Steiermark                                                                            | Die Laßnitzer Volksschauspiele gehen auf die Weihnachts- und Osterliturgie und mittelalterliche Mysteriendramen zurück. „Das Spiel vom reichen Prasser und dem armen Lazarus“ gilt dabei als das älteste und wird zusammen mit dem „Schäferspiel“ aufgeführt. Die Texte werden dabei in alter Mundart in Reimform oder als Lieder vorgetragen. Ursprünglich wurden die Schauspiele in Bauernstuben und Wirtshäusern aufgeführt. In der Gegenwart werden fünf Spiele etwa aller drei Jahre im Kultursaal von Steirisch Laßnitz aufgeführt. |
| ja | Bild, Video oder Audio hochladen | U       | 2016        | 2018   | Erfahrungswissen im Umgang mit Lawinengefahr (gemeinsam mit der Schweiz) UNESCO                  | Kärnten, Salzburg, Steiermark, Tirol, Niederösterreich, Oberösterreich, Vorarlberg             | Das Wissen über die Entstehung von Lawinen war im Alpenraum lebensnotwendig. Die Erfahrungen im Umgang mit der Lawinengefahr und den Lehren aus Lawinenkatastrophen wurden in der Vergangenheit mündlich in Familien und örtlichen Gemeinschaften, u. a. in Form von Bauernregeln und Flur- und Hofbezeichnungen weitergegeben. Seit 1902 werden Bergführer von erfahrenen Berufskollegen in Lawinenausbildungskursen geschult. Seit Mitte des 20. Jahrhunderts wird das jahrhundertelange Erfahrungswissen durch wissenschaftliche Forschungen ergänzt und trägt somit aktiv zum Schutz der Menschen, Güter und Infrastruktur vor Lawinen bei. |
| ja | Bild, Video oder Audio hochladen | H       | 2016        |        | Herstellung und Verwendung der Linzer Goldhaube UNESCO                                           | Niederösterreich, Oberösterreich, Salzburg                                                     | Goldbestickte Hauben werden seit dem 13. Jahrhundert zu besonderen Anlässen getragen und stellt den wertvollsten Teil der oberösterreichischen Festtracht dar, die in dieser Form seit dem 19. Jahrhundert zu weltlichen und religiösen Anlässen getragen wird. Die heutige Form der Linzer Goldhaube entwickelte sich im 19. Jahrhundert aus der Böndelhaube. In 250–300 Arbeitsstunden wird die Haube mittels eines gewebten Goldstoffbandes verziert, auf das Plättchen, Flitter, Boillonen und Goldperlen gestickt werden. Derzeit gibt es in Oberösterreich rund 15.100 aktive Träger. Sie sind in Goldhaubengemeinschaften organisiert, die das Wissen um die traditionellen Handwerkstechniken weitergeben. |
| ja | Bild, Video oder Audio hochladen | G       | 2016        |        | Perlåggen im Tiroler Oberland und im Raum Innsbruck UNESCO                                       | Tirol                                                                                          | Perlaggen ist ein Tiroler Kartenspiel. Gespielt wird mit 33 Spielkarten mit dem Deutschen Blatt (Eichel, Laub, Schell, Herz), wobei je nach Ort und Situation bis zu acht Karten als „Perlågg“ festgelegt werden können, die eine Sonderfunktion besitzen. Charakteristisches Merkmal des Kartenspiels ist das Flunkern und Täuschen. Beim Kartenspiel werden von den Spielern Spezialausdrücke, das sogenannte „Perlågger-Latein“ oder „Kårter-Sprech“ verwendet. |
| ja | Bild, Video oder Audio hochladen | D       | 2016        |        | Spielpraxis des Salzburger Marionettentheaters UNESCO                                            | Salzburg                                                                                       | In Salzburg wurde das Marionettentheater 1913 vom Bildhauer Anton Aicher gegründet und in der Familie bis in die Gegenwart weitergeführt. Die zentrale Figur des Salzburger Marionettentheaters ist der Salzburger Kasperl, das mit Hilfe von einem von Aicher entwickelten Spielkreuz lebensecht bewegt wird. Die Figuren sind mit 1,5 m langen Fäden an dem Spielkreuz befestigt und werden von Puppenspieler, die 2 m über der Bühne stehen, bewegt. Das Salzburger Marionettentheater ist weltweit das einzige Puppentheater, das auch Opern aufführt. Die kunstvoll gefertigten Marionetten werden auch heute noch von Bildhauern angefertigt und aufwendig kostümiert. |
| Bild gesucht | Bild, Video oder Audio hochladen | G       | 2016        |        | Taubenschießen in Altaussee UNESCO                                                               | Steiermark Altaussee                                                                           | Das Taubenschießen war ein in Europa weit verbreiteter Gesellschaftssport, bei dem an einem großen Pendel eine ca. 2 kg schwere, hölzerne Taube mit einem Eisenschnabel befestigt wird. Der Werfer versucht die Taube mit ruhiger Hand in die Zielscheibe zu pendeln. Der eiserne Schnabel der Taube bleibt in der Zielscheibe stecken und markiert somit das Ergebnis. Am Faschingssamstag findet die Siegerehrung der Saison statt, am Rosenmontag wird während eines Umzugs eine hölzerne, mit einer Karikatur eines Vereinsmitgliedes versehene Schützenscheibe durch den Ort getragen. Termin: Sonntag nach Allerheiligen bis Faschingssamstag |
| ja | Bild, Video oder Audio hochladen | G, U    | 2016        | 2022   | Wissen um die Lipizzanerzucht UNESCO                                                             | Steiermark                                                                                     | Die Pflege der Rasse der Lipizzaner im Bundesgestüt Piber. Dort seit 1920 angesiedelt, geht sie auf die im Spätbarock in Lipica in Slowenien (seinerzeit Krain) begründete Pferderasse zurück. Piber ist heute mit Lipica und dem italienischen Staatsgestüt Monterotondo eines der drei zuchtbuchführenden Institute. Piber versorgt auch die Spanische Hofreitschule mit den Schulhengsten. |
| Bild gesucht | Bild, Video oder Audio hochladen | M       | 2017        |        | Montafoner Dialekt UNESCO                                                                        | Vorarlberg                                                                                     | Die Montafoner Mundart, das „Muntafunerisch“, wird von Lorüns bis Partenen und in den Seitentälern Silbertal und Gargellen aktiv gesprochen. Um 1300 wurde die rätoromanische Sprache durch den Vorarlberger alemannisch-schwäbische Dialekt zunehmend verdrängt. Etwa 200 Reliktwörter haben sich bis in die Gegenwart erhalten und sind charakteristisches Merkmal des im Alltag noch verwendeten Montafoner Dialekts. |
| ja | Bild, Video oder Audio hochladen | H       | 2017        |        | Herstellung von Terrazzo in traditioneller Handwerkstechnik UNESCO                               | alle Bundesländer                                                                              | Terrazzo ist ein seit der Jungsteinzeit bekannter, langlebiger und beanspruchbarer Bodenbelag, der in vielen Mustern individuell hergestellt werden kann. Aufgrund seiner dekorativen und pflegeleichten Eigenschaften wurden Terrazzoböden häufig in der ersten Hälfte des 20. Jahrhunderts in Fluren, Stiegenhäusern und öffentlich stark frequentierten Bereichen verbaut. Bei der Herstellung des Bodens vor Ort wird in einem Mörtel, meist farbiger Splitt mit einer Korngröße von 10-22 mm eingestreut, mit einer Terrazzowalze mehrfach gewalzt, händisch geglättet und nach der Aushärtung mehrfach glattgeschliffen. Aufgrund der arbeits- und damit kostenintensiven Herstellung ist die Verlegung von Terrazzoböden in den letzten Jahrzehnten deutlich rückgängig. Nur noch wenige Terrazzofirmen können das Wissen heute noch an künftige Generationen weitergeben. |
| ja | Bild, Video oder Audio hochladen | H       | 2017        |        | Vergolden & Staffieren UNESCO                                                                    | alle Bundesländer                                                                              | Bereits seit der Antike wurden Objekte vergoldet, um die Illusion von massivem Gold zu erzeugen. Im Barock, Rokoko, Jugendstil und Art déco hatte die Kunst des Vergoldens ihre Blütezeit. Objekte wurden durch verschiedene Techniken, wie die Poliment- und Ölvergoldung verziert. Als Staffieren, früher als Fassmalerei bezeichnet, wurde das Bemalen („Fassen“) von nicht vergoldeten Oberflächen, z. B. von Holzstatuen verstanden. Ab der 2. Hälfte des 20. Jahrhunderts nahm das Interesse an vergoldeten Architektur- und Kunstobjekten stark ab, so dass immer weniger Handwerksbetriebe diese Techniken auszuüben und künftigen Generationen weitergeben können. |
| ja | Bild, Video oder Audio hochladen | D       | 2017        |        | Ausbildungs- und Chortradition der Wiener Sängerknaben UNESCO                                    | Wien                                                                                           | Seit dem 15. Jahrhundert wurde der Knabengesang am Wiener Hof praktiziert. Der aus den k.u.k. Hofsängerknaben entstandene Chor war und ist fester Bestandteil der sonntäglichen Frühmesse an der Wiener Hofburgkapelle. Die etwa 100 Wiener Sängerknaben, ergänzt seit 2004 durch die Wiener Chormädchen, im Alter von neun bis vierzehn Jahren musizieren in vier Chören, die nach Komponisten benannt sind, die eng mit der Geschichte der Wiener Sängerknaben verbunden sind: Anton Bruckner, Joseph Haydn, Wolfgang Amadeus Mozart und Franz Schubert. Für die Stimmbildung und die Weitergabe die für den traditionellen Chorgesang notwendige Gesangstechnik ist jeweils ein dem Chor vorstehender Kapellmeister verantwortlich. Die Wiener Sängerknaben werden in privaten Schulen (Volksschule, Gymnasium) mit Schwerpunkt auf die vokalmusikalische Ausbildung unterrichtet. Seit 1924 ist der charakteristische Matrosenanzug die traditionelle Chorkleidung der Wiener Sängerknaben. |
| ja | Bild, Video oder Audio hochladen | D       | 2017        |        | Wiener Stimmung und Spielweise der Zither UNESCO                                                 | Wien, Oberösterreich, Niederösterreich, Steiermark                                             | Die charakteristische Besaitung der Zither für die Wiener Stimmung wurde erstmals 1859 beschrieben. In der zweiten Hälfte des 19. Jahrhunderts war diese Art der Stimmung und Spielweise der Zither weit verbreitet, vor allem in der Arbeiterklasse. Internationale Bekanntheit erlangte das Zitherspiel in der Wiener Stimmung in der Filmmusik zum Der Dritte Mann. Der Erhalt des traditionellen Zitherspiels ist aufgrund des Fehlens von Nachwuchs stark gefährdet. Einige Traditionen, wie die Bau- und Spielweise der Streichzither, sind bereits verloren gegangen. |
| ja | Bild, Video oder Audio hochladen | D       | 2017        |        | Wiener Walzer – gespielt, getanzt, gesungen UNESCO                                               | alle Bundesländer                                                                              | Seit dem Wiener Kongress 1815 wird der Wiener Walzer bei vielen gesellschaftlichen Veranstaltungen, wie den traditionellen Neujahrskonzerten, den Wiener Bällen oder auf Hochzeiten gespielt, getanzt oder gesungen. Während der Biedermeierzeit entstanden in den Wiener Vororten zahlreiche Tanzlokale, in denen der Wiener Walzer in seiner typischen Form, bestehend aus der Einleitung, Walzerkette und Coda aufgeführt wurde. Der für Wien und Österreich typische und identitätsstiftende Wiener Walzer erfreut sich bis heute großer Beliebtheit und wird nach wie vor in Tanzschulen sowie im privaten Rahmen an die nächste Generation vermittelt. Auf den Wiener Bällen ist der Walzer der bestimmende Tanz; die Eröffnung des Tanzparketts erfolgt daher durch den traditionellen Ausruf „Alles Walzer“. |
| Bild gesucht | Bild, Video oder Audio hochladen | U       | 2017        |        | Zweidrittelgericht Landeck UNESCO                                                                | Tirol Landeck                                                                                  | Die Bewirtschaft der Jungvieh- und Schafalmen wird im Stanzertal (Landeck) seit Jahrhunderten nach historisch überlieferten Regeln im Zweidrittelgericht organisiert. Die zentrale Person der Gemeinschaft ist der Gewalthaber, der mit umfassenden Vollmachten ausgestattet ist und die sogenannte Hutverlassung einberuft, das Almpersonal anwirbt, die Anmeldung für das aufzutreibende Vieh annimmt und in der gleichberechtigten Gemeinschaft aller Gemeinden die Bewirtschaftung der Almen bestimmt und die Hutschaften vergibt. Viele der Flur- und Ortsnamen im Stanzertal sind eng mit dem Wissen um die wertvollen Weideplätze verbunden. |
| ja | Bild, Video oder Audio hochladen | H       | 2018        |        | Dombauhüttenwesen in Österreich (St. Stephan Wien und Mariendom Linz) UNESCO                     | Wien, Oberösterreich                                                                           | Die Dombauhütten von St. Stephan in Wien und dem Mariendom in Linz sind für die Erhaltung der Bausubstanz der denkmalgeschützten Kirchengebäude verantwortlich. Durch die jeweiligen Dombaumeister, Hütten-Steinmetzmeister und Bildhauer wird die Steinarchitektur der Kathedralen ständig beobachtet, Schäden dokumentiert, bei Bedarf restauriert und beschädigte Bauteile neu angefertigt. Mittelalterliche Handwerkstechniken werden von den Handwerkern durch moderne Verfahren der Steinkonservierung und -bearbeitung ergänzt, um die originale Bausubstanz möglichst lange zu erhalten. Die dazu erforderlichen traditionellen Techniken werden innerhalb der Dombauhütten von Generationen zu Generationen weitergegeben. Charakteristisches Merkmal der Dombauhütten ist die hohe Eigenverantwortlichkeit der dort arbeitenden Steinmetze. Die Dombauhütte zu St. Stephan sammelt seit dem 14. Jahrhundert Zeichnungen und Pläne der Kirche. Diese Sammlung, die in der Akademie der Bildenden Künste aufbewahrt wird, stellt die weltweit größte Sammlung an mittelalterlichen Planrissen dar. Termin: Tag der offenen Tür der Dombauhütten (wechselnde Termine) |
| Bild gesucht | Bild, Video oder Audio hochladen | M       | 2018        |        | Flurnamen des Bundeslandes Tirol UNESCO                                                          | Tirol                                                                                          | Seit 2000 Jahren dienen Flur- und Hofnamen in den Tiroler Gemeinden als Orientierungshilfe und Kommunikation innerhalb der Bevölkerung. Zwischen 2007 und 2017 wurden in über 300 Tiroler Gemeinden über 120.000 Flurnamen erfasst und kartografisch verortet. Die häufig mündlich weitergegebenen Namen besitzen eine enge Verbindung zur Geschichte und widerspiegeln die sprachliche Entwicklung und Eigenheiten der Region. An der Erfassung der Flurnamen waren generationenübergreifend über 500 Personen aus Schulen, Gemeinden und wissenschaftlichen Einrichtungen beteiligt. |
| Bild gesucht | Bild, Video oder Audio hochladen | H       | 2018        |        | Goldschlägerhandwerk (Gold-, Silber- und Metallschläger*innen) UNESCO                            | Wien, Niederösterreich                                                                         | Die Herstellung von Blattgold ist seit über 3000 Jahren bekannt. Blattgold wird in der Kunst verwendet, um Gegenstände und strukturierte Oberflächen mit einer hauchdünnen Schicht Gold zu überziehen. Aufgrund der zurückgehenden Nachfrage und günstigeren Konkurrenzprodukten wird der hochspezialisierte Handwerksberuf in Österreich gegenwärtig nur noch von zwei Blattgoldschlägereien, der Firma Wamprechtsamer aus Wien und der Firma Dungl aus Schwechat ausgeübt. Die Handwerkstechniken und der Umgang mit den traditionellen Werkzeugen der Goldschläger, Zurichter und Beschneider werden in den Familienbetrieben an die Auszubildenden weitergegeben. |
| ja | Bild, Video oder Audio hochladen | D       | 2018        |        | Das Kripperlspiel des Steyrer Kripperl UNESCO                                                    | Oberösterreich Steyr Eventort                                                                  | Das Steyrer Kripperl ist ein Stabpuppentheater, das seit über hundert Jahren an einem fixen Standort im Innerberger Stadl in Steyrer Mundart nach mündlich überlieferten Texten zur Weihnachtszeit vom Verein Heimatpflege Steyr aufgeführt wird. Die originalen Stabpuppen werden von etwa 20 Spielern mit der Hand geführt. Der Ursprung des Krippenspiel geht auf das Steinbacher Kripperl des Schneidermeisters Ignaz Sageder zurück. |
| ja | Bild, Video oder Audio hochladen | H       | 2018        |        | Lärchenharz-Gewinnung UNESCO                                                                     | Kärnten                                                                                        | Seit Jahrhunderten wird im Gurk- und Metnitz- und Görtschitztal (Kärnten) und im Gebiet um Neumarkt in der Steiermark Lärchenharz bzw. -balsam gewonnen. Zur Gewinnung des Harzes wird dabei ein Bohrkanal in den senkrecht verlaufenden Harzriss gelegt und mit einem Pfropfen verschlossen. In dem Kanal sammelt sich das Harz und wird aller zwei Jahre abgezapft („geerntet“). Das Wissen um die Technik und Baumkenntnis, die notwendig ist, um den Bohrkanal optimal zu platzieren, ohne den Baum zu schädigen wird von wenigen Familien von Generation zu Generation weitergegeben. |
| Bild gesucht | Bild, Video oder Audio hochladen | G       | 2018        |        | Lichtmesssingen im südlichen Niederösterreich UNESCO                                             | Niederösterreich                                                                               | Seit Ende des 19. Jahrhunderts ist bekannt, dass in der Nacht vom 1. zum 2. Februar (Maria Lichtmess) in etwa 20 Ortschaften im südlichen Niederösterreich Sänger von Haus zu Haus ziehen und das Lichtmesslied vortragen sowie Glückwünsche an die Bewohner überbringen. Als Dank dafür werden die Sänger bewirtet und Geld für karitative Zwecke gespendet. Die Strophen des Lichtmessliedes variieren von Ortschaft zu Ortschaft und werden innerhalb der Sängerschaft von Generation zu Generation mündlich weitergegeben. Termin: Nacht vom 1./2. Februar (Nacht vor Maria Lichtmess) nächster Termin: 1. Februar 2026 |
| ja | Bild, Video oder Audio hochladen | G       | 2018        |        | Neckenmarkter Fahnenschwingen UNESCO                                                             | Burgenland Neckenmarkt                                                                         | Am Sonntag nach Fronleichnam, dem sog. „Umgangssonntag“, wird seit Jahrhunderten in der Gemeinde Neckenmarkt ein Festumzug veranstaltet, bei der die ledigen Burschen des Ortes in festgelegten Rollen – begleitet von traditionellen Sprüchen – kunstvoll Fahnen schwingen. Jeder Fahnenschwinger besitzt entsprechend den historischen Vorgaben eine Rolle und ist demzufolge in eine traditionelle Uniform gekleidet. Der Kommandant führt dabei einen Säbel und eine silberne Tasche, (die Kartusche) mit sich, die mit einem goldenen E (für Esterházy) verziert ist. Der Brauch erinnert an den Einsatz der Bauernmilizen im Dreißigjährigen Krieg und wird in der Gegenwart als Mahnruf gegen kriegerische Handlungen verstanden. Termin: Sonntag nach Fronleichnam nächster Termin: 7. Juni 2026 |
| ja | Bild, Video oder Audio hochladen | H       | 2018        |        | Pflasterer Handwerk UNESCO                                                                       | alle Bundesländer                                                                              | Das Pflasterer Handwerk wird bereits seit Jahrhunderten ausgeübt. Die Technik, die Verlegemuster und die dazu notwendigen Werkzeuge, wie der Kleinstein- und Großsteinpflasterhammer wurden mit der Zeit kontinuierlich weiterentwickelt. Die Herstellung der traditionellen Pflasterflächen setzen ein umfangreiches Fachwissen und handwerkliche Erfahrungen voraus, die in Österreich im Rahmen einer eigenständigen Berufsausbildung von Generation zu Generation weitergegeben werden. |
| ja | Bild, Video oder Audio hochladen | U       | 2018        |        | Rieselbewässerung im Tiroler Oberland UNESCO                                                     | Tirol                                                                                          | In den inneralpinen Trockengebieten wird zur Bewässerung Wasser aus Bächen in Waale geleitet, in denen es bei geringer Neigung zu den zu bewässernden landwirtschaftlichen Flächen fließt. Diese jahrhundertealte Methode wird im Tiroler Oberland in acht Gemeinden praktiziert. |
| ja | Bild, Video oder Audio hochladen | D       | 2018        |        | Rundtanzen am Eis in Wien UNESCO                                                                 | Wien                                                                                           | Parallel zu den Wiener Bällen entwickelte sich das Rundtanzen auf den Wiener Eislaufplätzen als Gesellschaftstanz am Ende des 19. Jahrhunderts. Getanzt wird als Paar oder in der Gruppe ohne festes Regelwerk in einem Tanzkreis. Zur Musik des Wiener Walzers können Gruppentänze (Knödel, Kreiswalzer) oder Paartänze (12er, 14er, Herzln, Schöllerwalzer) ausgewählt werden. Termin: Winter, täglich zur Mittagszeit, vereinzelt abends auf der Kunsteisbahn Engelmann und auf den Eislaufplätzen des Wiener Eislaufvereins |
| ja | Bild, Video oder Audio hochladen | D       | 2018        |        | Stegreifspiel der Tschauner Bühne UNESCO                                                         | Wien                                                                                           | Die 1909 gegründete Tschauner-Bühne, im 16. Wiener Gemeindebezirk gelegen, gilt als die letzte Stegreifbühne in Europa. Sie hat ihre Ursprünge in der italienischen Commedia dell’arte und dem Alt-Wiener Volkstheater. Auf der Freilichtbühne werden in den Sommermonaten täglich Aufführungen veranstaltet, denen zwar jahrhundertealte Vorlagen zugrunde liegen, jedoch täglich neu durch Interaktion zwischen Schauspielern und Publikum interpretiert werden. Aufgeführt werden Alt-Wiener Lustspiele, Bauernkomödien und Kriminalstücke in Wiener Mundart. |
| Bild gesucht | Bild, Video oder Audio hochladen | G       | 2018        |        | Bräuche der Berg- und Hüttenleute an der Steirischen Eisenstraße UNESCO                          | Steiermark                                                                                     | Die berg- und hüttenmännischen Bräuche an der Steirischen Eisenstraße gehen auf Bergbauaktivitäten um den Steirischen Erzberg zurück, die seit mehreren Jahrhunderten bekannt sind. Zu den wichtigsten überlieferten Bräuchen zählt das bergmännische Liedgut, der Bergmannstanz, die bergmännische Frömmigkeit, praktiziert in Mettenschichten und das Tragen der berg- und hüttenmännischen Tracht, die seit 1882 in der Leobener Maßschneiderei Woschner hergestellt wird. Höhepunkt der Brauchtumskultur ist das Fest der Hl. Barbara, der Schutzpatronin der Bergleute. Termin: 4. Dezember nächster Termin: 4. Dezember 2025 |
| ja | Bild, Video oder Audio hochladen | G       | 2018        |        | Untergailtaler Kirchtagsbräuche und Untergailtaler Tracht / Ziljski žegen in ziljska noša UNESCO | Kärnten                                                                                        | Seit dem 18. Jahrhundert findet in den Monaten Mai bis Oktober in verschiedenen Ortschaften des Unteren Gailtales der traditionelle Kirchtag/Ziljski žegen statt. Den Auftakt des Kirchtages bildet eine Festmesse mit dem getrennten Einzug der ledigen Frauen und Burschen in der überlieferten Untergailtaler Tracht/Ziljska noša. Nach der Messe wird in den Gasthäusern die sog. Saure Suppe/čisava župa gereicht. Am Nachmittag folgt das Kufenstechen/štehvanje, bei dem Burschen auf ungesattelten Norikerpferden versuchen, eine Kufe zu zerschlagen, bevor der Kirchtag mit dem Lindentanz/prvi rej abgeschlossen wird. Termin: Mai bis Oktober (zu unterschiedlichen Terminen) |
| Bild gesucht | Bild, Video oder Audio hochladen | G       | 2018        |        | Viehumtragen am Fest des Hl. Georg UNESCO                                                        | Salzburg                                                                                       | Als Viehumtragen wird ein traditioneller Votivbrauch bezeichnet, der seit Anfang des 15. Jahrhunderts am Georgstag, am 23. April in der Pfarre St. Georgen im Pinzgau ausgeübt wird. Früher wurde dabei der Kirche lebendes Vieh gespendet. Die Bauernschaft bittet unmittelbar vor der Almsaison an diesem Tag Glück für ihr Vieh, indem geschnitzte Tiere auf dem Kirchenaltar platziert werden. Heute wird anstelle des Viehs der Kirche Geld gespendet. Termin: 23. April nächster Termin: 23. April 2026 |
| ja | Bild, Video oder Audio hochladen | H       | 2019        |        | Federkielstickerei UNESCO                                                                        | alle Bundesländer                                                                              | Seit Ende des 18. Jahrhunderts werden gespaltene und angespitzte Federkiele von Pfauenfedern zur Bestickung von Ledergürteln, Handtaschen und Geldbörsen verwendet. Die aufwendige Handwerkstechnik wird heute insbesondere zur Verzierung und Restaurierung von hochwertiger Trachtenmode eingesetzt. Während früher die Handwerkstechnik vor allem von Riemer und Handschuhmachern ausgeführt wurde, beherrschen heute nur noch einzelne, spezialisierte Sattler das Handwerk. Federkielbestickte Objekte galten als Statussymbole begüterter Bürger und Bauern. |
| Bild gesucht | Bild, Video oder Audio hochladen | G       | 2019        |        | Festschützenwesen in Oberösterreich UNESCO                                                       | Oberösterreich                                                                                 | Schützengemeinschaften entstanden im Mittelalter aus den Gilden der waffenfähigen Bürger. Seit dem 16. Jahrhundert präsentieren sich die Schützengemeinschaften in der Öffentlichkeit auf Schützenfesten und Schützenumzügen bei kirchlichen und weltlichen, öffentlichen und privaten Festen. In Oberösterreich existieren in Abhängigkeit der jeweiligen Waffen und traditionellen Bräuchen verschiedene Traditionslinien: Prangerschützen, Stahel- bzw. Armbrustschützen, Bürgergarden und Schützenkompanien. Die Prangerschützen und Bürgergarden richten u. a. das Salut- und Böllerschießen zu Festtagen, zum Jahreswechsel und zu Fronleichnam (Prangtag) aus. In den Traditionsvereinen wird das Wissen über den Umgang mit den historischen Waffen und die Pflege der Uniformen und Tracht mündlich an die nächste Generation weitergegeben. Termin: zahlreiche, regionale Termine (wechselnde Termine), Fronleichnam (Prangtag) nächster Termin: Europäisches Schützenfest 30. August – 1. September 2024 in Mondsee |
| ja | Bild, Video oder Audio hochladen | G       | 2019        |        | In d’Grean gehn UNESCO                                                                           | Niederösterreich                                                                               | Der traditionelle Brauch In d´Grean gehn („ins Grüne gehen“) wird seit mehreren Jahrhunderten am Ostermontag in den Kellergassen des nördlichen Weinviertels praktiziert. Weinkellerbesitzer luden ihre Helfer aus Dankbarkeit für geleistete Arbeit und zur Feier des Endes der entbehrungsreichen Fastenzeit zu einem Essen ein. In der Gegenwart werden häufig mit Freunden und Verwandten bei einem geselligen Beisammensein die heurigen Weine verkostet. Begleitet wird das gemeine Essen durch traditionelle Osterbräuche und Spiele, wie „Eierpecken“ oder „Tempel hupfen“. In d´Grean gehn gehört zur lebendigen Brauchtumspflege, die sich rund um die Kellergassen in Niederösterreich etabliert hat. Termin: Ostermontag nächster Termin: 6. April 2026 |
| ja | Bild, Video oder Audio hochladen | G       | 2019        |        | Jauken – Traditioneller Hochflugtaubensport mit Wiener Hochflugtauben UNESCO                     | Wien, Niederösterreich                                                                         | Unter Jauken versteht man die Zucht, das Training und Wettfliegen der seltenen österreichischen Taubenrasse der Wiener Hochflugtauben, die ihren Ursprung bereits im 16. Jahrhundert haben und heute professionell im Tiergarten Schönbrunn gehalten werden. Seit 1922 werden traditionelle Zuchtprinzipien und das Training der Hochflugtauben nahezu unverändert weitergegeben. Bei mit Preisgeldern veranstalteten Wettkämpfen, dem so genannten „Preisfliegen“ werden die Hochflugtauben „aufgejaukt“ (hochgejagt). Der Schwarm wird anschließend auf die Flughöhe und das Flugbild bewertet. Das Regelwerk, aber auch der regionale Dialekt der Taubenzüchter werden innerhalb der Züchtervereinigungen in Wien und Umgebung an die nachfolgende Generation weitergegeben. Termin: Flugvorführungen im Tiergarten Schönnbrunn (wechselnde, wetterabhängige Termine in der Flugsaison) |
| ja | Bild, Video oder Audio hochladen | H       | 2019        |        | Kehren, Beschliefen, Patschokieren und kontrolliertes Ausbrennen von Rauchfängen UNESCO          | alle Bundesländer                                                                              | Rauchfangkehrer wenden seit dem 17. Jahrhundert zahlreiche traditionelle Handwerkstechniken an, um Rauchfänge von Ruß zu befreien. Dazu gehören das Beschliefen, Kehren, Patschokieren sowie das kontrollierte Ausbrennen des Rauchfangs. Die dazu notwendigen Werkzeuge, wie Kehr- und Rutenbesen sowie Schereisen sind z. T. seit dem Mittelalter bekannt und werden auch heute noch verwendet. Das traditionelle Wissen, wie Rauchfänge gereinigt und gewartet werden wird auch heute noch von den Meistern auf die Lehrlinge weitergegeben. Der Beruf des Rauchfangkehrers ist eng mit dem Ritus verbunden, dass die Begegnung mit einem Rauchfangkehrer Glück bringt. Dies hat seine Wurzeln in der Vorstellung, dass die Anwesenheit von Rauchfangkehrern wesentlich zum Brand- und Personenschutz beiträgt. Termin: Handwerkertag im Freilichtmuseum Großgmain (Besteigen eines schliefbaren Rauchfangs, wechselnde Termine) |
| ja | Bild, Video oder Audio hochladen | G       | 2019        |        | Ladumtragen der Mistelbacher Hauerzunft UNESCO                                                   | Niederösterreich                                                                               | Seit 1698 besteht die Mistelbacher Hauerzunft als Interessensgemeinschaft der Weinbauern. In der Zunfttruhe, der Hauerlade, werden wichtige Dokumente, wie die Gründungsdokumente, Siegel, Stiftungsbriefe, Urkunden und Protokolle aufbewahrt. Aller zwei Jahre wird im Rahmen eines feierlichen Umzugs die Hauerlade durch die Ortschaft vom Altzechmeister zu dem neu, für zwei Jahre gewählten Oberzechmeister getragen. Der nach einem Gottesdienst und Frühschoppen stattfindende Umzug macht dabei an verschiedenen Stationen – u. a. am Rathaus, dem Haus des Altzechmeisters, der Landwirtschaftlichen Fachschule und dem Haus des Neuzechmeisters – halt. Abschluss des Ladumtragens bildet das Mistelbacher Stadtfest. Termin: Sonntag vor oder nach dem Bartholomäusfest (24. August), aller zwei Jahre nächster Termin: August 2024 |
| ja | Bild, Video oder Audio hochladen | G       | 2019        |        | Wiener Heurigenkultur UNESCO                                                                     | Wien                                                                                           | Die Wiener Heurigenkultur geht auf den mittelalterlichen Brauch des Leutgebens zurück, bei dem Weinbauern gestattet wurde, ihren selbstangebauten Wein an Gäste auszuschenken. Die Wiener Heurigen am Rand der Stadt werden überwiegend familiär geführt. Die Betreiber legen je nach Kapazitäten Öffnungszeiten und die Art und Umfang des angebotenen Heurigenbuffets fest. Das Speisenangebot variiert von Betrieb zu Betrieb, aber charakteristisch ist eine Auswahl von Aufstrichen, Braten und Salaten. An einfachen Tischen werden typische Wiener Weine, wie der Gemischte Satz aus typischen Trinkgefäßen, wie den Henkelbechern und Fasslbechern angeboten. Einen geöffneten Heurigen erkennt man in der Regel an einem Kranz oder grüner Buschen am Eingangstor. Für viele familiär geführte Weinbaubetriebe ist der Heurigenausschank der wichtigste Absatzort. In einigen Heurigenlokalen wird an einigen Tagen auch Wiener Schrammelmusik dargeboten. |
| ja | Bild, Video oder Audio hochladen | G       | 2020        |        | Amraser Matschgerer UNESCO                                                                       | Tirol Amras                                                                                    | Seit dem 17. Jahrhundert wird im Innsbrucker Stadtteil Amras der Fasnachtsbrauch des Amraser Matschgerers praktiziert, der alljährlich am 20. Jänner beginnt. Neben Umzügen ist der lokale Faschingsbrauch vor allem durch die Darbietungen der traditionellen Figuren der Matschgerer im kleinen Kreis charakterisiert. Der Ablauf folgt einem festgelegten Ablauf: Nach Begrüßung durch den Herold folgt der Auftritt der Figuren „Bajatzl“, „Kurz“ und „Zaggeler“, die jeweils bestimmte Eigenschaften verkörpern, in historische Gewänder gekleidet und durch eine bestimmte Gangweise und überlieferte Tanzschritte charakterisiert sind. Der Verein Amraser Matschgerer bemüht sich um die Erhaltung und Weitergabe der Tradition. Termin: 20. Jänner bis Faschingsdienstag nächster Termin: 20. Jänner 2026 bis 17. Februar 2026 |
| ja | Bild, Video oder Audio hochladen | H       | 2020        |        | Das Buchbinderhandwerk UNESCO                                                                    | alle Bundesländer                                                                              | Das traditionelle Buchbindehandwerk geht auf die Verzierung von handgeschriebenen Büchern und Folianten in mittelalterlichen Klöstern zurück. Mit der Erfindung der Buchdruckkunst im 15. Jahrhunderts etablierte sich das Buchbindehandwerk als eigenständiges Gewerk, das bis heute teils noch mit den traditionellen Werkzeugen, wie dem Buchbindemesser ausgeübt wird. Im Laufe der Zeit etablierten sich verschiedene Techniken zum Binden von Büchern und Verzierung von Buchdeckeln und -rücken. Seit dem 18. Jahrhundert kommen auch verschiedene Buchbindemaschinen zum Einsatz. Das wichtigste Aufgabenfeld der Buchbinder ist gegenwärtig der Erhalt und die Restaurierung von historischen Büchern sowie die Anfertigung von Neueinbänden, Etuis und Kassetten. |
| ja | Bild, Video oder Audio hochladen | H       | 2020        |        | Die Fuhr am Hallstättersee UNESCO                                                                | Oberösterreich                                                                                 | Seit dem 13. Jahrhundert wurden flache Transportboote aus einheimischen Hölzern („Fuhren“ oder „Plätten“) auf dem Hallstättersee zum Transport von Personen und vor allem von Salz aus den Salinen in Hallstatt über den See eingesetzt. Die Notwendigkeit, die Waren auf dem See, aber auch auf der Traun in beide Richtungen transportieren zu können, erfordert eine besondere, langgestreckte Bauweise der Boote mit flachem Tiefgang und einem Längsruder. Die besondere Bauform wird durch die Anzahl und Anordnung der Spanten bestimmt. Die Bauanleitungen für die Fuhren wurden von Generation zu Generation mündlich oder mit Hilfe von einfachen Skizzen weitergegeben. Heute beherrschen nur wenige Personen das Handwerk des traditionellen Holzbootbaues. Daher wurde an der HTL Hallstatt der schulautonome Ausbildungszweig „Holzbootsbau“ eingerichtet, um das Wissen weiter zu vermitteln. Heute kommen die flachen traditionellen Holzboote bei Festen und Seeprozessionen, u. a. zu Fronleichnam zu Einsatz. Für die touristische Nutzung werden zusätzlich zu den traditionellen Rudereinrichtungen häufig Elektromotoren eingesetzt. Termin: Fronleichnam nächster Termin: 30. Mai 2024[veraltet]                                                                                         |
| ja | Bild, Video oder Audio hochladen | U       | 2020        |        | Kneippen als traditionelles Wissen und Praxis nach der Lehre Sebastian Kneipps UNESCO            | alle Bundesländer                                                                              | Das Kneippen als traditionelle Heilmethode geht auf den Pfarrer Sebastian Kneipp zurück, der die positive Wirkung von Kältereizen durch Tauchbäder in der Donau bei der Rehabilitation erkannte. Das von Kneipp entwickelte Konzept der Kneipp-Therapie verbindet Erfahrungen aus der Hydrotherapie mit Heilkräuterwissen, gesunder Ernährung und Bewegung. Durch die Temperaturreize wird das Immunsystem und das vegetative Nervensystem gestärkt, der Blutkreislauf angeregt. Das klassische Kneippen besteht aus mehreren Wassergüssen, ergänzt durch Barfußgehen, Bädern, Waschungen und Waden- und Armwickeln. Die Kneipp-Lehre wird heute in Kur- und Heilbädern und in über 200 Kneipp-Aktiv-Clubs erlernt, praktiziert und weitergegeben. |
| ja | Bild, Video oder Audio hochladen | G       | 2020        |        | Hauerkrone und Hiatabaum in Neustift am Walde UNESCO                                             | Wien                                                                                           | Die Neustifter Hauerkrone geht auf die Regentschaft Maria Theresias zurück. Die mit Walnüssen, Blumen und Bändern geschmückte Krone wurde als Geschenk für die Regentin angefertigt, als Dank dafür, dass sie den Weinbauern nach einem Ernteausfall 1752 die Steuern erlassen hat. Im August, am Tag des Dorfpatrons, dem Hl. Rochus findet in Neustift ein viertägiges Dorffest (Neustifter Kirtag) statt. Nach einer Festmesse wird die Neustifter Hauerkrone (auch als Winzerkrone bezeichnet) in Begleitung des festlich gekleideten Weinhüters (Hiata) durch den Ort von einem Heurigen zum nächsten getragen. Ein weiterer Höhepunkt des Neustifter Kirtages ist auf Aufstellen des Hiatabaumes. Nach der Feldmesse wird der Baum von den Baumträgern durch den Ort getragen und jedes Jahr vor einem anderen Weingut aufgestellt. Unterwegs werden die Teilnehmer von den Weinbauern des Ortes mit Getränken versorgt. Termin: 4 Tage um den Tag des Hl. Rochus (16. August), wechselnde Termine nächster Termin: 17. August bis 20. August 2023 |
| Kostüme und Masken des Bad Mitterndorfer Nikolospiels im Schlossmuseum Trautenfels                                 | Bild, Video oder Audio hochladen | D       | 2020        |        | Nikolospiel Bad Mitterndorf UNESCO                                                               | Steiermark Bad Mitterndorf                                                                     | Seit dem 19. Jahrhundert findet am 5. Dezember in Bad Mitterndorf das Nikolospiel, ein Stuben- und Umzugsspiel, statt. Die mündlich überlieferten Texte und die szenische Abfolge des Spiels haben sich über die Jahrhunderte kaum verändert. Die Figuren des Spiels, wie Engel, Hl. Nikolaus, Eheteufel, Luzifer und Krampusse agieren in einer festgelegten Reihenfolge. Ein Pfarrer, der den Hl. Nikolaus begleitet, überprüft das katechetische Wissen der Kinder. Nach einem Signal des Nachtwächters ziehen die Figuren, angeführt von mit strohverfüllten Gestalten mit langen Hörnern schnalzend zum nächsten Aufführungsort weiter. Bis 1959 fanden die Aufführungen in Privathäusern und Wirtshäusern statt. Um das Nikolospiel einem breiten Publikum präsentieren zu können, wird es heute auf dem Hauptplatz von Bad Mitterndorf aufgeführt. Termin: 5. Dezember nächster Termin: 5. Dezember 2025 |
| ja | Bild, Video oder Audio hochladen | U       | 2020        |        | Odlatzbia Oröwen im Wiesenwienerwald (Elsbeeren Abrebeln) UNESCO                                 | Niederösterreich                                                                               | Die Elsbeere („Odlatzbia“, Adlitzbeere) ist heutzutage nur noch selten und dann meist nur in Wäldern zu finden. Im Wiesenwienerwald in Niederösterreich gibt es mit rund 1000 Solitärbäumen einen der größten Bestände in Europa. Seit Ende des 18. Jahrhunderts wurde die Elsbeere als Obstbaum kultiviert und genutzt. Die Ernte der Früchte erfolgt manuell in den Monaten September bis November mit langen Leitern, die am Baum angelehnt oder in den Boden eingegraben sind. Im Kreis der Familie und Freunde werden abends die Beeren manuell von den Dolden abgerebelt („Odlatzbia Oröwen“). Die Früchte werden anschließend zu Marmelade, Schnaps und Tee verarbeitet. Das über die Ernte und Verarbeitung der Elsbeere gesammelte Wissen wird beim gemeinsamen „Odlatzbia Oröwen“ von einer Generation zur nächsten weitergegeben. Seit 2007 bemüht sich der Verein ElsbeerReich um die Erneuerung des Elsbeer-Baumbestandes und um die Verbreitung des Wissens um die Bedeutung der Elsbeere. |
| ja | Bild, Video oder Audio hochladen | H       | 2020        |        | Steinmetzkunst und -handwerk UNESCO                                                              | alle Bundesländer                                                                              | Die Arbeit von Steinmetzen prägt seit vielen Jahrhunderten das Erscheinungsbild vieler Orte und Städte. Das Wissen der Steinmetze wird seit dem Mittelalter von Meistern den Lehrlingen weitergegeben. Steinmetzhütten vermittelten das streng gehütete Wissen um die Baustatik, Konstruktions- und Formenlehre sowie die Eigenschaften von Natursteinen. Lehrlinge auf der dreijährigen Walz erlernten so die unterschiedlichen Techniken von verschiedenen Steinmetzmeistern. In Österreich werden heute in einer dreijährigen Lehrzeit Steinmetze ausgebildet. Zu ihren Hauptaufgaben zählen heute das Entwerfen, Restaurieren, Behauen und Konstruieren von Denkmälern, Brunnen, dekorativem Gebäudeschmuck und Grabmälern. |
| Festtagstracht der Frau von vorne                                                                                  | Bild, Video oder Audio hochladen | G       | 2020        |        | Stinatzer Hochzeit – Stinjačka svadba UNESCO                                                     | Burgenland Stinatz                                                                             | Bereits im 16. Jahrhundert siedelten sich Kroaten im Südburgenland an. Bis in die Gegenwart pflegt die kroatische Volksgruppe, seit Generationen mündlich überliefert, den Stinatzer Dialekt, Bräuche, Handwerkstechniken und das Tragen der Trachten. Im südburgenländischen Ort Stinatz/Stinjaki folgen die traditionellen Hochzeiten der kroatischen Volksgruppe festen Regeln, die sich bis ins 19. Jahrhundert zurückverfolgen lassen. Dabei führen die in Stinatzer Hochzeitstracht gekleidete Kränzlerin (Posnašnica) und der Kränzler (Staćilo) die Hochzeitsgesellschaft durch die Zeremonie. Der Kränzler und die Kränzlerin holen, begleitet durch Blasmusikanten gemeinsam mit der Hochzeitsgesellschaft, Braut und Bräutigam ab und begleiten sie zur Kirche. Nach der Trauung beginnt die Feier mit dem „Tanz vor dem Haus“ und dem Vortragen der Stinatzer Hochzeitslieder. Die Anfertigung und das Anlegen der Stinatzer Hochzeitstracht mit zahlreichen Plaids, bunten Röcken und einem reich verzierten Kopfschmuck wird in der Dorfgemeinschaft von Generation zu Generation weitergegeben. Termin: Hochzeiten (wechselnde Termine) |
| ja | Bild, Video oder Audio hochladen | U       | 2021        |        | Alpinistisches Wissen und Können der Berg- und Schiführer*innen UNESCO                           | alle Bundesländer                                                                              | Die Entwicklung des Bergführerwesens in den Alpen ist untrennbar mit der touristischen Erschließung der Alpen im 19. Jahrhundert verbunden. Vor 1800 wurden Besucher meist von ortskundigen Bauern und Jägern durch das Gelände geführt. Mit dem aufkommenden Tourismus waren geschulte Personen notwendig, die mit den Geländegegebenheiten, der Orientierung im Gelände, der Wetterkunde, der Bergrettung und Lawinenkunde vertraut waren, um Besucher sicher durch das unwegsame Gelände der damals noch kaum erschlossenen Gebirge zu führen. Das Wissen wird seit Generationen weitergegeben und ist heute zentraler Bestandteil der Ausbildung zum Berg- und Skiführer. Dabei werden die Anforderungen immer wieder an die Erfordernisse des heutigen Bergtourismus angepasst und auch Belange des Klimawandels und Naturschutzes berücksichtigt. Neue Kenntnisse in Seil-, Sicherungs- und Rettungstechniken vervollständigen heute die Ausbildung der Berg- und Skiführer im Alpenraum. |
| ja | Bild, Video oder Audio hochladen | H       | 2021        |        | Herstellung der Bregenzerwälder Juppen und das Tragen der Frauentracht UNESCO                    | Vorarlberg                                                                                     | Die traditionelle schwarze Frauentracht, die Juppe, geht im Bregenzerwald auf den Einfluss der in Europa vorherrschenden spanischen Mode des späten 16. bis frühen 17. Jahrhundert zurück. Die kostbare Ausstattung der Tracht unterscheidet sich heute in der Verwendung von unterschiedlichen Stoffarten und in verschiedenen Farbkombinationen von Mieder und Rock und geben damit Hinweise auf den Anlass und den Personenstand der Trägerin. Das Anfertigen der Tracht ist sehr arbeitsintensiv und beginnt meist mit der Herstellung des Plissees aus schwarzem Glanzleinen. Die Kleidungsstücke werden anschließend aufwendig bestickt. Die Tracht komplettiert eine kostbare Kopfbedeckung, wie die Schappale (Festtagskrone), die Spitzkappe, den Strohhut oder die Brämenkappe (Felzkappe). Die Anfertigung der Tracht erfordert einen intensiven Austausch von verschiedenen Gewerken und den Trachtenträgerinnen, von Schneidern, über Kunsthandwerkern bis zu Goldschmieden. Das Wissen um die Fertigung, das Anlegen und Tragen von Bregenzerwälder Frauentrachten wird seit Jahrhunderten meist innerhalb von Familien von einer auf die andere Generation weitergegeben. |
| ja | Bild, Video oder Audio hochladen | H       | 2021        |        | Frack-Maßschneiderei UNESCO                                                                      | alle Bundesländer                                                                              | Seit über 300 Jahren wird in Europa Frack getragen, seit Mitte des 19. Jahrhunderts bevorzugt zu informellen Anlässen. Heute wird der Frack zu festlichen Anlässen nach 18 Uhr getragen. Charakteristisches Merkmal eines Fracks ist die offen getragene vorne taillenkurze Jacke mit knielangen Schwalbenschwänzen am Rückenteil. Die Herstellung eines Fracks erfordert viel Wissen über die Anatomie, Schnitt- und traditionelle Nähtechniken sowie eine ausgeprägte Materialkunde, die in den Maßateliers von Generation zu Generation weitergegeben wird. Etwa 100 Arbeitsstunden und ein intensiver Austausch mit seinem zukünftigen Träger in mehreren Werkstattanproben sind notwendig, um einen perfekten Sitz des Fracks zu garantieren. |
| Bild gesucht | Bild, Video oder Audio hochladen | H       | 2021        |        | Garnierspenzer, Hut und Steppmieder UNESCO                                                       | Salzburg                                                                                       | Die im Pinzgau, Pongau und Lungau verbreitete Garnierspenzer und Steppmiedertracht geht auf die bürgerliche und höfische Mode des 17. Jahrhunderts zurück und gehört seit 1850 zu den Festtrachten der Salzburger Gebirgsgaue. Die traditionelle Tracht besteht aus acht, zum Teil aufwendig gestalteten Teilen, die anlassbezogen unterschiedlich kombiniert werden können: dem aufwändig verzierten Steppmieder, dem Unterröckl und Rock, dem Mieder- und Brusttuch und der Schürze in derselben Farbe wie das Schultertuch. Ergänzt wird die Tracht mit dem Bürstelhut, Handschuhen und einem Seidentäschchen. Die Fertigung und Garnierung des Spenzers mit Rüschen, Blüten, Knospen und Plissees aus Seide erfolgt in aufwendiger Näharbeit, die von Schneiderei-Meisterbetrieben der Region seit Generationen gepflegt wird. |
| · Gautschbrief aus Wien 1990 · Gautschen in der Graphischen in Wien XIV                                            | Bild, Video oder Audio hochladen | G       | 2021        |        | Gautschen UNESCO                                                                                 | alle Bundesländer                                                                              | Den Abschluss einer Drucker- und Schriftsetzerlehre bildet seit dem 15. Jahrhundert die sogenannte Gautschfeier. Dabei werden die Kornuten (Lehrlinge) in einen Wasserbottich getaucht, auf einen nassen Schwamm gesetzt oder mit Wasser übergossen. Der Ablauf einer Gautschfeier folgt dabei festen, traditionellen Regeln. Der Gautschmeister gibt den „Packern“ zunächst das Kommando „Packt an!“, worauf diese den Gäutschling ergreifen und ihn in einen wassergefüllten Bottich oder Bütt werfen. Dazu hält der Gautschmeister eine, meist auf den Gäutschling zugeschnittene, humorige Ansprache. Der Schwammmeister taucht die Kornuten unter und wäscht sie symbolisch von den „Sünden“ der Lehrzeit frei. Als Zeugen für das Gautschen fungiert meist der Ausbilder. Anschließend werden die Lehrlinge freigesprochen und in den Berufsstand aufgenommen. Den Abschluss der Gautschfeier bildet die Überreichung des kunstvoll gestalteten Gautschbriefes. Der Initiationsritus wird heute von Druckern, Typografikern, Mediengestaltern und Druckvorstufentechnikern noch an einer höheren Bildungsanstalt in Wien und einigen Unternehmen durchgeführt. Termin: wechselnde Termine nächster Termin: 30. Juni 2023[veraltet] (Gautschfeier der Höheren Graphische Bundes-Lehr- und Versuchsanstalt) |
| ja | Bild, Video oder Audio hochladen | U       | 2021        |        | Keramikflammen UNESCO                                                                            | Oberösterreich                                                                                 | Als „Flammen“ wird das Aufbringen von wiedererkennbarem Dekor auf Keramik bezeichnet. Erste Keramikfunde sind in der Gegend von Gmunden, begünstigt durch Vorkommen von Tonrohstoffen in der Umgebung seit 1492 bekannt. Frühe Dekore waren durch grüne, blaue und braune Flecken und Punkte gekennzeichnet, die ineinander verlaufend einen Marmoreffekt erzeugten. Aus der „Fleckentechnik“ entwickelte sich im 18. Jahrhundert das für die Gmundner Keramik charakteristische „geflammte“ Dekor. Bei der Flammentechnik werden mit einem Malhorn oder Malhörnchen, aus dem die Dekorfarbe fließt, in einem bestimmten Rhythmus Schlingen und Schleifen direkt auf die weiße Grundglasur gemalt. Diese freihändige Arbeit erfordert viel Präzision und Erfahrung der „Flammer“. Die Technik wird in der Gmundner Keramikmanufaktur in einer rund zweijährigen Ausbildung vermittelt. Durch neue Dekorfarben wird das traditionelle „Grüngeflammte“ neu interpretiert und so den Erfordernissen und Wünschen des Marktes und der Kunden angepasst. Termin: Manufakturführungen in der Gmundner Keramikmanufaktur (wechselnde Termine) |
| ja | Bild, Video oder Audio hochladen | G       | 2021        |        | Krippenbrauch in Österreich UNESCO                                                               | alle Bundesländer                                                                              | Seit dem ersten Aufstellen einer Krippe 1609 in Innsbruck verbreitete sich der Krippenbrauch in Österreich im Laufe der Zeit landesweit. Krippen werden in Kirchen, im öffentlichen Raum und seit dem 19. Jahrhundert zunehmend in Privathäusern aufgestellt. Neben der weit verbreiteten Weihnachtskrippe, die die Weihnachtsgeschichte mit Geburtsstall, Krippe, Heiliger Familie, Ochs und Esel sowie den Hirten und der Heiligen Drei Könige symbolisiert, werden in einigen Regionen auch Fastenkrippen, heilige Gräber oder Ganzjahreskrippen aufgestellt. In die Ausgestaltung der Krippenszenen fließen oft lokale oder regionale Eigenheiten ein. Der Krippenbrauch umfasst neben der Aufstellung der Krippen, auch den traditionellen Krippenbau und die Pflege der Krippen, Gestaltung der Krippenhintergründe sowie die Krippenforschung. Viele Krippen werden über Generationen in der Familie vererbt und ständig durch neue Figuren ergänzt. In zahlreichen Vereinen bzw. in Krippenbauschulen wird das Wissen über den Aufbau der Krippe, über die Gestaltung der Krippenhintergründen und über die Verwendung von regional typischen Materialien für die Figuren an die nächste Generation weitergegeben.                                                                                      |
| ja | Bild, Video oder Audio hochladen | H       | 2021        |        | Historische und dekorative Malerhandwerkstechniken mit traditionellen Materialien UNESCO         | alle Bundesländer                                                                              | Die Ursprünge der Maltechnik reicht fast 45.000 Jahre bis in die Zeit der ersten Höhlenmalerei zurück. Zahlreiche Techniken, Werkzeuge und Materialien kommen auch heute zur Anwendung. Im Lauf der Jahrhunderte wurden die Maltechniken verfeinert und erweitert, angefangen bei den Freskenmalereien im Alten Griechenland und Rom, über die mittelalterlichen Kalktechniken und Glasmalereien bis zu den barocken Imitationstechniken, wie die Maserierung und Marmorierung sowie Schablonier- und Sgraffitotechniken. Die Handwerker verfügen darüber hinaus seither großes Wissen über Zusammensetzungen und Eigenschaften von Farben und Farbpigmenten, Bindemitteln und Maluntergründen. Das umfangreiche Wissen um diese komplexe Praxis im Umgang mit traditionellen Materialien, die häufig bei Restaurierungen von alten Gemälden und Gebäuden eingesetzt werden, wird vor allem durch langjährige Erfahrung und durch erfahrene Kunsthandwerker und Malermeister vermittelt. Termin: 18. Oktober (Fest des Hl. Lukas); Rupertikirtag fünf Tage um den 24. September |
| ja | Bild, Video oder Audio hochladen | H       | 2021        |        | Manueller Bilddruck UNESCO                                                                       | alle Bundesländer                                                                              | Als Manueller Bilddruck werden verschiedene Drucktechniken des Hochdrucks, Tiefdrucks, Flachdrucks und Durchdrucks bezeichnet, die seit dem ausgehendem Mittelalter zur Vervielfältigung von Bildmedien angewandt werden. Wesentliche Meilensteine bei der Entwicklung des Bilddrucks war die Erfindung des Holzschnitts (Anfang 15. Jhd.), des Kupferstichs (Mitte des 15. Jhd.), der Radierung (Ende des 15. Jhd.) sowie der Lithographie (um 1800). Das Handwerk, auch in Kombination von verschiedenen Drucktechniken und Materialien wird heute überwiegend im künstlerischen Bereich eingesetzt. Der Fortbestand des Manuellen Bilddrucks ist durch das allmähliche Verschwinden der druckgrafischen Ausbildung im schulischen und akademischen Bereich zunehmend gefährdet. |
| ja | Bild, Video oder Audio hochladen | G       | 2021        |        | Staner Anklöpfeln UNESCO                                                                         | Tirol Stans                                                                                    | Der aller 10 Jahre an den Adventssamstagen in Stans stattfindende Klöpfelnachtbrauch ist seit Mitte des 19. Jahrhunderts bekannt. Das Anklöpfeln ist ein in Tirol verbreiteter Adventbrauch, bei dem in Stans etwa 30 Figuren, wie der „Urbal“ (ein stereotyper Tiroler), der Hohe Priester mit der Mitra, Bacchus, 25 Leviten in weißen Talaren und langen Bärten aus Baumbart, Ministranten und Spendensammler in einer Prozession zu Wirtshäusern und Bauernhöfe ziehen und dort das zwölfstrophige, satirische Anklöpferlied und Bettlerlied präsentieren und anschließend weiterziehen. Termin: Samstag im Advent (aller 10 Jahre) nächster Termin: Dezember 2032 |
| ja | Bild, Video oder Audio hochladen | D       | 2021        |        | Südböhmische Blasmusik in Brand-Nagelberg UNESCO                                                 | Niederösterreich Brand-Nagelberg                                                               | Die Südböhmische Blasmusik in Brand-Nagelberg geht auf die Tradition tschechischer Militärblaskapellen zurück, die nach Gründung der Tschechoslowakei gegründet wurden. In der österreichisch-böhmischen Grenzregion entwickelte sich durch einen intensiven, grenzüberschreitenden Austausch eine eigene Spielweise, die durch ein eher gemäßigtes Tempo und die Ergänzung der Musik durch ein Gesangsduo oder – trio gekennzeichnet ist. Charakteristisch für diesen Raum ist die Südböhmische Polka. Seit 2010 findet in Brand-Nagelberg das Blasmusikfestival „Der böhmische Traum“ statt, auf dem österreichische und südböhmische Blasmusikkapellen und Nachwuchsmusiker auftreten. Gegenseitige Besuche zwischen in Tschechien ansässigen Blasmusikkapellen tragen zum Erhalt und zur Weiterentwicklung der musikalischen Tradition und der Annäherung beider Völker in der Grenzregion bei. Neben der „Trachtenkapelle Brand“ trägt die neugegründete Kapelle „Kubešovanka“ zur Weiterentwicklung der Südböhmischen Blasmusik bei. Termin: wechselnde Termine |
| Bild gesucht | Bild, Video oder Audio hochladen | D       | 2021        |        | Traismaurer Krippenspiel UNESCO                                                                  | Niederösterreich Traismauer                                                                    | Das Traismaurer Krippenspiel wird seit 1810 mit Hilfe von Stabfiguren aufgeführt. Am Krippenspiel nehmen traditionell 42 Holzfiguren teil, die neben Bibelszenen auch Liebes- und Zunftlieder präsentieren. Begründer des Traismaurer Krippenspiel ist der Handschuhmacher Ferdinand Scheibl. Das Krippenspiel findet traditionell in der Weihnachtszeit statt – mit Ausnahme von 1938-45, wo ein Aufführungsverbot verhängt wurde – und besteht aus 7 religiösen und 2 weltlichen Szenen sowie 28 Liedern. Zu den traditionellen weltlichen Figuren gehören u. a. Schäfer, Jäger, Bauern und Schneider, die 13 Rollenlieder darbieten. Den Abschluss des Krippenspiels bildet ein gemeinsames, belehrendes Schlusslied. Das Publikum wird in die Aufführung einbezogen, indem bekannte Lieder im Chor mitgesungen werden. An der Aufführung sind etwa 30 Personen beteiligt, neben den Puppenspielern, Musikanten und Sängern, auch Beleuchter, ein Moderator und ein Regisseur. Termin: Adventszeit (wechselnde Termine) nächster Termin: 10. Dezember 2023 |
| ja | Bild, Video oder Audio hochladen | H       | 2021        | (2024) | Trockensteinmauern UNESCO                                                                        | alle Bundesländer                                                                              | Trockensteinmauern gehören seit dem 12. Jahrhundert zum Landschaftsbild in Österreich. Sie werden zum Bau von Weinterrassen, Einfriedungen, Ställen und Scheunen und im Wegebau eingesetzt. Verwendet wurden ursprünglich lokal verfügbare Gesteine, die meist ohne Bindemittel aufeinandergesetzt wurden. Das Handwerk, die Gesteine so auszuwählen und zu setzen, dass die Stabilität des Bauwerks gewährleistet ist, wurde früher innerhalb der Bauersfamilien an die nächste Generation weitergegeben. Für einige Regionen sind die Trockensteinmauern landschaftsprägend und zeugen von einem ressourcenschonenden Umgang von lokal verfügbaren Baumaterialien. Sie tragen außerdem wesentlich zum Natur- und Artenschutz bei, da die Mauern oftmals Lebensraum und Rückzugsort für zahlreiche Tier- und Pflanzenarten darstellen. Nachdem nach Ende des Zweiten Weltkrieges die alte Handwerkstechnik zunehmend in Vergessenheit geraten ist, werden in den letzten Jahrzehnten wieder Trockensteinmauern zur Stabilisierung von Hängen und Abgrenzungen errichtet. |
| ja | Bild, Video oder Audio hochladen | H       | 2021        |        | Das Wissen der Handwerksmüller*innen UNESCO                                                      | Burgenland, Kärnten, Niederösterreich, Oberösterreich, Salzburg, Steiermark, Tirol, Vorarlberg | Bereits in der Jungsteinzeit wurde mit Hilfe von Werkzeugen Getreide zu Mehl verarbeitet. Im Laufe der Jahrhunderte sammelten die Müller viel Erfahrung im Umgang mit den unterschiedlichen Getreidesorten, dem Einsatz von traditionellen Mahlwerkzeugen und dem Umgang mit lokalen Verarbeitungsketten. In Handwerksmühlen können bis zu acht Getreidesorten zu Mehlen, Grießen oder Ölen verarbeitet werden. Die Weitergabe des Wissens über den Umgang mit traditionellen Mahlverfahren erfolgt meist innerhalb einer Familie oder in den Handwerksmühlen, da die Ausbildung bevorzugt auf die industrielle Verarbeitung von Getreide ausgerichtet ist. 2016 gab es in Österreich noch 99 aktive Handwerksmühlbetriebe. |
| ja | Bild, Video oder Audio hochladen | U       | 2022        |        | Wissen und Praxis der heimischen Bestatter*innen UNESCO                                          | alle Bundesländer                                                                              | Das Wissen um die von lokalen und religiösen Ritualen geprägte Bestattungs- und Friedhofskultur umfasst neben den Gepflogenheiten der in Österreich anerkannten Kirchen und Religionsgesellschaften, sowie der religiöser Bekenntnisgemeinschaften auch gesetzliche und behördliche Vorschriften bis hin zu lokalen Ritualen. Die über 500 Bestatter sind oft in Familienbetrieben tätig, die bei der Weitergabe von Wissen, lokalen sozialen Praktiken und Symbolen eine große Bedeutung besitzen. Als wichtigste Aufgabe sehen die Bestatter die bestmögliche Begleitung der Hinterbliebenen in der Trauerzeit und die kontinuierliche Auseinandersetzung mit dem Tod als Teil des menschlichen Lebens an. |
| ja | Bild, Video oder Audio hochladen | U       | 2022        |        | Traditionelle Bewässerung in der Steinfeldgemeinde Theresienfeld UNESCO                          | Niederösterreich Theresienfeld                                                                 | Seit 1763 werden die Gärten und Hausäcker der Marktgemeinde Theresienfeld durch ein künstliches Bewässerungssystem des Tirolerbaches nach festen Regularien bewässert. Zur Bewässerung der bis dahin landwirtschaftlich nicht nutzbaren Gegend wurde im 18. Jahrhundert ein 5,3 km langer Bewässerungskanal angelegt, der von der Piesting gespeist wird. Das Wasser wird von dem Bewässerungskanal aus nach festgesetzten Regularien auf die Felder geleitet. Die Wasserleitungsordnung regelt die Wasserverteilungsmenge und -zeiten, Instandhaltungsmaßnahmen und Sanktionen bei Verstößen. Alle Bezieher von Tirolerbachwasser sind verpflichtet, sich an der Reinigung und Instandhaltung der wasserwirtschaftlichen Anlage zu beteiligen. Die gemeinschaftlichen Aufgaben fördern die soziale Bindung in der Gemeinde und die Verantwortung für die knappe Ressource Wasser. Termin: Ende Oktober wird das Wasser „odraht“, am ersten Aprilsonntag „kummts Wossa wieder“. nächster Termin: 5. April 2026 |
| ja | Bild, Video oder Audio hochladen | H       | 2022        |        | Das Freihandschmieden UNESCO                                                                     | alle Bundesländer                                                                              | Das Schmieden von Metallen ist bereits im alten Ägypten praktiziert worden, in Europa sind erste Schmiedeerzeugnisse aus der Hallstattzeit (um 1000 v. Chr.) bekannt. Geschmiedete Metallobjekte findet man seither in vielen Teilen der Gesellschaft, u. a. in der Baukunst, als Schmuck und sakrale Objekte, als Alltagsgegenstände und Werkzeuge. In Österreich existieren noch etwa hundert Handwerksbetriebe, die die Kunst des Freihandschmiedens praktizieren. Dazu wird nach einer Skizze oder mit Hilfe einer Schablone das passende Material vorgerichtet. Im Schmiedefeuer erhitzt, wird das Metall mit Hilfe von Werkzeugen, wie Stöckel und Hämmern und verschiedenen Schmiedeverfahren zum Endprodukt geformt. Freihandschmieden ist ein Lehrberuf, die dazu erforderlichen Techniken werden durch lange Berufserfahrung erlernt und an die junge Generation weitergegeben. Jeder Schmiedemeister erhält auch heute noch sein eigenes Punzzeichen. Auf zahlreichen Märkten und Volksfesten demonstrieren die Handwerker im Rahmen von Schauvorführungen die traditionelle Handwerkstechnik. |
| ja | Bild, Video oder Audio hochladen | U       | 2022        |        | Naufahrt und Schiffsgegentrieb mittels Pferdezug auf der Traun UNESCO                            | Oberösterreich                                                                                 | Um das Salz von Hallstatt zur Donau zu transportieren, mussten im Gebiet von Stadl-Paura die hölzernen Fuhren auf kleinere Salzzillen mit weniger Tiefgang umgeladen werden. Diese Boote transportierten das Salz auf der Traun nauwärts (donauwärts, in Fließrichtung) zur Donau und wurden bis Anfang des 16. Jahrhunderts nach beendeter Naufahrt zu Brennholz verarbeitet. Dies führte zu einem enormen Holzverbrauch im Salzkammergut, daher wurde von Kaiser Maximilian 1509 angeordnet, dass die leeren Salzzillen mit Pferden im Gegenzug wieder flussaufwärts gezogen werden mussten. Die Tradition und das Wissen um die Schifffahrt auf der Traun wird heute durch den Schiffvereins Stadl-Paura weitergetragen. Neben dem Betreiben des Schiffleutmuseums, Sanierung von Booten und Bootsstadln veranstaltet der Verein im Rahmen des jährlich stattfindenden Schifferfestes die Plättenregatta sowie Gegenzüge und Nikoloausfahrten auf der Traun. Entsprechend den Anlässen wird die Traunfahrt mit drei Bootstypen veranstaltet: Plätten, Dreierl und Trauner. Termin: Schifferfest (Plättenregatta), Gegenzug auf der Traun, Nikolausfahrt auf der Traun (wechselnde Termine) nächster Termin: 29. Juni 2024[veraltet] (Plättenregatta); 26. November 2023[veraltet] (Nikolofahrt)              |
| Bild gesucht | Bild, Video oder Audio hochladen | G       | 2022        |        | Patscher Schellenschlagerinnen UNESCO                                                            | Tirol Patsch                                                                                   | Seit 1958 ziehen am Unsinnigen Donnerstag in der Tiroler Ortschaft Patsch die in Zweierreihen aufgestellten Frauen durch den Ort und schlagen Glocken und Schellen im Rhythmus, der von einer Hexe vorgegeben wird. Die Schellenschlagerinnen tragen dabei eine hölzerne Maske, einen mit Federn, Trotteln und Blumen verzierter Hut, geblümte Schultertücher, mit bunten Bändern verzierte, weiße Hemden und Kniebundlederhosen. Die Schellen und Glocken werden von den Frauen hinter dem Rücken getragen und im vorgegebenen Rhythmus geschellt. Die Hexe beendet mit einem Signal mit dem Besen den Umzug, zu dessen Ende „ausgeschellt“ wird und alle Glocken noch einmal gleichzeitig erklingen. Die Kostüme werden in der Regel innerhalb der Familie von Mutter und Großmutter auf die Tochter vererbt. Bei den traditionell von Männern dominierten Tiroler Fasnachtsbräuchen stellen die Patscher Schellenschlagerinnen eine Ausnahme dar. Termin: Unsinniger Donnerstag (Fasnacht) nächster Termin: 12. Februar 2026 |
| Bild gesucht | Bild, Video oder Audio hochladen | G       | 2022        |        | Wallfahrt der Goldhauben- und Trachtengruppen des Mostviertels UNESCO                            | Niederösterreich                                                                               | Seit 1957 finden am 15. August wechselnd in 54 Wallfahrtsorten des Mostviertels die Goldhaubenwallfahrt statt. An der jährlich stattfindenden Wallfahrt der 25 Goldhauben-, Kopftuch-, Perlhauben- und Hammerherrengruppen beteiligen sich etwa 1000 Wallfahrer aus dem ganzen Mostviertel. Am Hohen Frauentag ziehen die Teilnehmer, in Trachten gekleidet, begleitet von Musikkapellen und Chören, gemeinsam zum Festgottesdienst in die Kirche ein. Während des Festgottesdienstes wird gedankt und für eine friedvolle Zukunft und für das persönliche und familiäre Wohlergehen gebeten. Am Ende des Festgottesdienstes werden Kräuterbüschel und die Wallfahrerkerzen gesegnet. Termin: jährlich am 15. August nächster Termin: 15. August 2026 |
| ja | Bild, Video oder Audio hochladen | G       | 2022        |        | Weinviertler Kellerkultur UNESCO                                                                 | Niederösterreich                                                                               | Charakteristisches Merkmal des Weinviertels sind seit Jahrhunderten die Kellergassen, die für die Menschen seither eine wichtige soziale Funktion besitzen. Die Weinkeller sind Orte des Austauschs; während der Köllastund trifft man sich bei einem Glas Wein, um über die Dinge des Lebens nachzudenken. Hier finden auch Feste statt, zu denen vorbeikommende Gäste herzlich willkommen sind und dann als Köllapartie bezeichnet werden. Während dieser Feste werden kalte, Speisen aus Eigenproduktion und regionalen Produkten, die Köllajausen gereicht. Die lebendige Tradition der Weinkultur im Weinviertel wird von den so genannten Köllamaunn und den über 660 Kellergassenführer weitergegeben. Früher hatten die Köllamaunn die Aufsicht über die Weinkeller und Gerätschaften, heute setzen sie sich für die Erhaltung der Kellergassen und einer lebendigen Kellerkultur ein. Termin: Köllapartien (Sommer / Herbst), wechselnde Termine |
| ja | Bild, Video oder Audio hochladen | G       | 2022        |        | Wenner Krippentradition UNESCO                                                                   | Tirol Wenns                                                                                    | In Wenns werden seit mehr als 150 Jahren Krippen gebaut, in Privathäusern und Kirchen aufgestellt und den Besuchern beim „Krippeleschauen von Haus zu Haus“ präsentiert. Im Ort wurden traditionell verschiedene Krippentypen, von der Wenner Kastenschneekrippe, über die Wenner Kastenspiegelkrippe bis hin zum Wenner Mooskrippenberg gebaut. Der Weihnachtskrippen-Gesellschafts-Verein organisiert das Aufstellen der etwa 300 Krippen im öffentlichen und privaten Raum, die Organisation des Krippenschauens von Haus zu Haus und die Weitergabe des Wissens um die Krippen und deren Bau in Kursen und Workshops. Das traditionelle Krippenschauen hat in Wenns eine wichtige soziale Funktion: gemeinsam besucht man die Nachbarn und besichtigt die Krippe. Zum Abschluss wird verbunden mit bestem Dank und guten Wünschen für das Neue Jahr das „Gloriawasser“ (selbstgebrannter Obstler) getrunken. Seit 2010 werden im Ort in einem Museum in einer permanenten Krippenausstellung etwa 40 ausgewählte Krippen präsentiert. Termin: Adventszeit |
| ja | Bild, Video oder Audio hochladen | H       | 2022        |        | Das Handwerk der österreichischen Zuckerbäckerei UNESCO                                          | alle Bundesländer                                                                              | Das Handwerk der Zuckerbäcker hat in Österreich seinen Ursprung in den überlieferten Traditionen aus dem Brot- und Lebkuchenbäckereien sowie den adligen Hof- und bürgerlichen Hotelküchen. Im Zuge der breiten Verfügbarkeit von Zucker wuchs die in der Bevölkerung die Vorliebe für Mehlspeisen und Gebäck, die damit zum festen Bestandteil der österreichischen Küche wurden. Die Herstellung der Süßspeisen beruht auf traditionellen Arbeitstechniken, wie beispielsweise das Ziehen und Spinnen von Zucker, die mit speziell auf die Bedürfnisse anfertigten Gerätschaften ausführt werden. Durch die Verbreitung der industriellen Massenproduktion von Backwaren gingen in den letzten Jahrzehnten in Europa die Anzahl von auf Zuckerbäckereien spezialisierten Betrieben deutlich zurück. Gegenwärtig sind in Österreich noch ca. 1300 Zuckerbäcker tätig. Das Wissen um die alte Handwerkskunst wird auf gemeinsamen Veranstaltungen und Wettbewerben weitergegeben. |
| ja | Bild, Video oder Audio hochladen | G       | 2022        |        | Zunfttag der Fleischhauer*innen und Liebfrauenbruderschaft in Gars am Kamp UNESCO                | Niederösterreich Gars am Kamp                                                                  | Die Zunft der Fleischhauer und Liebfrauenbruderschaft in Gars am Kamp wurde 1535 gegründet. Die ursprüngliche Aufgabe der Zunft war bis 1871 die Aufsicht und Regulierung der Berufsausübung, die Verleihung der Meisterrechte und das Erwirtschaften des Einkommens der Fleischhauer sowie die soziale Absicherung der zunftangehörigen Familien. Nachdem die Zünfte aufgelöst wurden, gründete man 1867 in Gars einen Verein, der die Traditionen und Bräuche weiter pflegt. Das wichtigste Element des Brauchtums ist der im Oktober stattfindende Zunfttag. An diesem Tag wird im Anschluss an ein gemeinsames Essen mit eigens dafür hergestellten Wurstwaren die Zunftfahne zur Kirche getragen. In der sich anschließenden Messe wird der Verstorbenen gedacht. Am Zunfttag können auch neue Mitglieder in die konstant 11 Personen umfassende Zunft aufgenommen werden. Darüber hinaus nimmt die Zunft auch an der örtlichen Fronleichnamsprozession teil und verteilt gesegnete Ehrenkränze an verdiente Persönlichkeiten. Termin: Zunfttag im Oktober |
| ja | Bild, Video oder Audio hochladen | D       | 2023        |        | Die Klang- und Spieltradition österreichischer Blasmusikkapellen UNESCO                          | Österreich                                                                                     | |
| Bild gesucht | Bild, Video oder Audio hochladen | G       | 2023        |        | Die Zunftbräuche der Zimmer*innen von Windischgarsten UNESCO                                     | Oberösterreich                                                                                 | |
| Bild gesucht | Bild, Video oder Audio hochladen | G       | 2023        |        | Loahmmandel der Region Steyr-Garsten, Enns- und Steyrtal UNESCO                                  | Niederösterreich, Oberösterreich                                                               | |
| ja | Bild, Video oder Audio hochladen | U       | 2023        |        | Streuobstanbau in Österreich UNESCO                                                              | Österreich                                                                                     | |
| ja | Bild, Video oder Audio hochladen | H       | 2023        |        | Herstellung und Verwendung der Montafoner Trachten UNESCO                                        | Vorarlberg                                                                                     | |
| Bild gesucht | Bild, Video oder Audio hochladen | H       | 2023        |        | Wissen um Holzschindelerzeugung - Schindel klieben/spalten UNESCO                                | Österreich                                                                                     | |
| Bild gesucht | Bild, Video oder Audio hochladen | H       | 2024        |        | Wissen und Praktiken der Hufschmied*innen UNESCO                                                 | Österreich                                                                                     | |
| Bild gesucht | Bild, Video oder Audio hochladen | H       | 2024        |        | Siniweln - Wissen um den Rundholzblockbau mit dem Senkmodel UNESCO                               | Kärnten, Salzburg, Steiermark, Tirol, Niederösterreich, Oberösterreich, Vorarlberg             | |
| Bild gesucht | Bild, Video oder Audio hochladen | G       | 2024        |        | Tarock-Königrufen UNESCO                                                                         | Österreich                                                                                     | |
| BW | Bild, Video oder Audio hochladen | G       | 2024        |        | Pestkerzenumzug am Umgangssonntag in St. Benedikten UNESCO                                       | Steiermark Sankt Margarethen bei Knittelfeld Eventort                                          | Termin: Umgangssonntag (Sonntag nach Fronleichnam) nächster Termin: 7. Juni 2026 |
| BW | Bild, Video oder Audio hochladen | G       | 2024        |        | „Ausführen des Hauerfahns“ und der Hüterbaum in Wolkersdorf im Weinviertel UNESCO                | Niederösterreich Wolkersdorf im Weinviertel Eventort                                           | Termin: Fronleichnam nächster Termin: 4. Juni 2026 |
| ja | Bild, Video oder Audio hochladen | G       | 2024        |        | Wiener Würstelstandkultur UNESCO                                                                 | Wien                                                                                           | Von der UNESCO werden vor allem ihre Stadtbildprägung und die sozialen Interaktionen im Umkreis der Würstelstände hervorgehoben, die sich nicht zuletzt aus der sozialen Durchmischung ihrer Kundschaft ergeben. |

## Österreich auf den internationalen Listen des Immateriellen Kulturerbes
Neben den nationalen Verzeichnissen des immateriellen Kulturerbes der Vertragsstaaten werden auf internationaler Ebene drei Listen geführt:
- die Repräsentative Liste des immateriellen Kulturerbes der Menschheit;
- das Verzeichnis guter Praxisbeispiele für Programme, Projekte und Tätigkeiten zur Erhaltung des Immateriellen Kulturerbes sowie
- die Liste des dringend erhaltungsbedürftigen immateriellen Kulturerbes.

Die internationalen Listen umfassen mittlerweile fast 700 Elemente aus aller Welt, darunter neun österreichische Traditionen auf der Repräsentativen Liste des immateriellen Kulturerbes der Menschheit: Falknerei (2012), Imster Schemenlaufen (2012), Klassische Reitkunst und Hohe Schule der Spanischen Hofreitschule (2015), Blaudruck (2018), Umgang mit Lawinengefahr (2018), Transhumanz (2019, erweitert 2023) Wissen um die Lipizzanerzucht (2022), Flößerei (2022) sowie Traditionelle Bewässerung: Wissen, Technik und Organisation (2023).
Zwei Elemente sind in das UNESCO-Verzeichnis guter Praxisbeispiele eingetragen: seit 2016 drei österreichische Handwerkszentren (Hand.Werk.Haus Salzkammergut, Textiles Zentrum Haslach, Werkraum Bregenzerwald) und seit 2020 das Dombauhüttenwesen. Der Antrag wurde von 18 Dombauhütten aus fünf europäischen Staaten eingereicht. Aus Österreich sind die Dombauhütten St. Stephan und Mariendom Linz vertreten.